# Radni sejmików województw IV kadencji

Koalicje w sejmikach (stan na 2010)

Radni sejmików województw IV kadencji – radni 16 sejmików wojewódzkich w Polsce IV kadencji (2010–2014).
561 spośród nich zostało wybranych w wyborach samorządowych w 2010 na kadencję przypadającą na lata 2010–2014. Wybory przeprowadzono w wielomandatowych okręgach z listami otwartymi, obowiązywał 5% próg wyborczy na obszarze województwa. W razie zwolnienia mandatu w danych okręgu, funkcję radnego obejmowała osoba z tej samej listy wyborczej z kolejno najwyższym wynikiem wyborczym. Głosowanie odbyło się 21 listopada 2010. Wybory przeprowadzono na podstawie przepisów Ordynacji wyborczej do rad gmin, rad powiatów i sejmików województw (1998).

## Wyniki wyborów do Sejmiku Województwa Dolnośląskiego IV kadencji
| Komitet wyborczy | Komitet wyborczy                              | Głosy     | Głosy  | Głosy | Mandaty | Mandaty | Mandaty |
| Komitet wyborczy | Komitet wyborczy                              | Liczba    | %      | +/−   | Liczba  | +/−     | %       |
| ---------------- | --------------------------------------------- | --------- | ------ | ----- | ------- | ------- | ------- |
|                  | Platforma Obywatelska RP                      | 286 165   | 30,41  | 6,64  | 15      | 1       | 41,67   |
|                  | KWW Rafała Dutkiewicza                        | 208 867   | 22,20  | —     | 9       | —       | 25,00   |
|                  | Prawo i Sprawiedliwość                        | 163 948   | 17,42  | 6,43  | 7       | 3       | 19,44   |
|                  | Sojusz Lewicy Demokratycznej                  | 116 119   | 12,34  | 2,57  | 4       | [ b ]   | 11,11   |
|                  | Polskie Stronnictwo Ludowe                    | 77 942    | 8,28   | 1,40  | 1       | 2       | 2,78    |
|                  |                                               |           |        |       |         |         |         |
|                  | Nasz Dom Polska – Samoobrona Andrzeja Leppera | 15 137    | 1,61   | —     | —       | —       | —       |
|                  | KWW Ruch Wyborców Janusza Korwin-Mikke        | 14 448    | 1,54   | —     | —       | —       | —       |
|                  | KKW Lewica                                    | 13 894    | 1,47   | —     | —       | —       | —       |
|                  | Krajowa Partia Emerytów i Rencistów           | 12 365    | 1,31   | 1,60  | —       |         | —       |
|                  | Polska Partia Pracy – Sierpień 80             | 10 946    | 1,16   | 0,38  | —       |         | —       |
|                  | KWW Polski Kierunek                           | 7580      | 0,81   | —     | —       | —       | —       |
|                  | KWW Śląsk Wrocław                             | 7127      | 0,76   | —     | —       | —       | —       |
|                  | Narodowe Odrodzenie Polski                    | 4459      | 0,47   | 0,31  | —       |         | —       |
|                  | KWW Młodzi Gwarancją Zmian                    | 1502      | 0,16   | —     | —       | —       | —       |
|                  | KWW skuteczniedoprzodu.pl                     | 536       | 0,06   | —     | —       | —       | —       |
|                  |                                               |           |        |       |         |         |         |
| Ogółem           | Ogółem                                        | 941 035   | 100,00 | —     | 36      | —       | 100,00  |
| Głosy nieważne   | Głosy nieważne                                | 115 322   | 10,92  | 1,57  |         |         |         |
| Frekwencja       | Frekwencja                                    | 1 056 357 | 45,19  | 0,51  |         |         |         |

Podział mandatów i rozkład procentowy poparcia w wyniku wyborów z uwzględnieniem podziału na późniejszą koalicję rządzącą w kolejności: ugrupowania zarządu, opozycja sejmikowa i pozasejmikowa (komitety, które nie przekroczyły 1% poparcia w skali województwa, potraktowano zbiorczo) [Marszałek województwa Rafał Jurkowlaniec, koalicja PO-SLD-PSL]:
|    |     |   |    |     |
| ↓  |     |   |    |     |
| 15 | 4   | 1 | 9  | 7   |
| PO | SLD |   | RD | PiS |

|    |     |     |    |     |  |  |  |  |  |  |  |
|    |     |     |    |     |  |  |  |  |  |  |  |
| PO | SLD | PSL | RD | PiS |  |  |  |  |  |  |  |

| Radni IV kadencji |                                                                                                | |                                                                                                | |                                                                                                |                                                                                                |                                                                                                |                                                                                                |                                                                                                |                                                                                                |
| Nr                | Radni wybrani z list poszczególnych komitetów wyborczych (w nawiasach liczba zdobytych głosów) | Radni wybrani z list poszczególnych komitetów wyborczych (w nawiasach liczba zdobytych głosów)                      | Radni wybrani z list poszczególnych komitetów wyborczych (w nawiasach liczba zdobytych głosów) | Radni wybrani z list poszczególnych komitetów wyborczych (w nawiasach liczba zdobytych głosów)         | Radni wybrani z list poszczególnych komitetów wyborczych (w nawiasach liczba zdobytych głosów) | Radni wybrani z list poszczególnych komitetów wyborczych (w nawiasach liczba zdobytych głosów) | Radni wybrani z list poszczególnych komitetów wyborczych (w nawiasach liczba zdobytych głosów) | Radni wybrani z list poszczególnych komitetów wyborczych (w nawiasach liczba zdobytych głosów) | Radni wybrani z list poszczególnych komitetów wyborczych (w nawiasach liczba zdobytych głosów) | Radni wybrani z list poszczególnych komitetów wyborczych (w nawiasach liczba zdobytych głosów) |
| 1                 |                                                                                                | KWW Rafała Dutkiewicza Paweł Wróblewski (22 325) Andrzej Łoś (14 593) Ewa Rzewuska (9625)                           |                                                                                                | Platforma Obywatelska RP Barbara Zdrojewska (33 045) Agnieszka Muszyńska (4406) Michał Bobowiec (2371) |                                                                                                | Prawo i Sprawiedliwość Andrzej Jaroch (20 862)                                                 |                                                                                                | Sojusz Lewicy Demokratycznej Piotr Żuk (7684)                                                  |                                                                                                |                                                                                                |
| 2                 | KWW Rafała Dutkiewicza Dariusz Stasiak (3568) Janusz Marszałek (2412) Marek Laryś (2213)       | Platforma Obywatelska RP Anna Horodyska (5664) Jacek Pilawa (5591) Wioletta Matyszek-Szumilas (4399)                | Prawo i Sprawiedliwość Paweł Hreniak (7643)                                                    | |                                                                                                |                                                                                                |                                                                                                |                                                                                                |                                                                                                |                                                                                                |
| 3                 |                                                                                                | Platforma Obywatelska RP Jerzy Tutaj (25 185) Dorota Gromadzka (6108) Julian Golak (6011) Zbigniew Szczygieł (5551) |                                                                                                | Prawo i Sprawiedliwość Piotr Sosiński (15 726) Elżbieta Gaszyńska (3195)                               |                                                                                                | Sojusz Lewicy Demokratycznej Marek Dyduch (13 870)                                             |                                                                                                | KWW Rafała Dutkiewicza Patryk Wild (11 256)                                                    |                                                                                                | Polskie Stronnictwo Ludowe Grażyna Cal (2426)                                                  |
| 4                 | Platforma Obywatelska RP Jerzy Pokój (14 584) Iwona Krawczyk (9239) Józef Kozłowski (5605)     | Prawo i Sprawiedliwość Tadeusz Lewandowski (10 904)                                                                 | Sojusz Lewicy Demokratycznej Grażyna Malczuk (7286)                                            | KWW Rafała Dutkiewicza Marek Obrębalski (7468)                                                         |                                                                                                |                                                                                                |                                                                                                |                                                                                                |                                                                                                |                                                                                                |
| 5                 | Platforma Obywatelska RP Jadwiga Szeląg (11 290) Janusz Mikulicz (8398)                        | Prawo i Sprawiedliwość Krzysztof Skóra (10 397) Leszek Dąbrowski (1895)                                             |                                                                                                | KWW Rafała Dutkiewicza Tymoteusz Myrda (4942)                                                          |                                                                                                | Sojusz Lewicy Demokratycznej Michał Huzarski (11 732)                                          |                                                                                                |                                                                                                |                                                                                                |                                                                                                |
|                   |                                                                                                | |                                                                                                | |                                                                                                |                                                                                                |                                                                                                |                                                                                                |                                                                                                |                                                                                                |

## Wyniki wyborów do Sejmiku Województwa Kujawsko-Pomorskiego IV kadencji
| Komitet wyborczy | Komitet wyborczy                                | Głosy   | Głosy  | Głosy | Mandaty | Mandaty | Mandaty |
| Komitet wyborczy | Komitet wyborczy                                | Liczba  | %      | +/−   | Liczba  | +/−     | %       |
| ---------------- | ----------------------------------------------- | ------- | ------ | ----- | ------- | ------- | ------- |
|                  | Platforma Obywatelska RP                        | 218 004 | 33,81  | 7,25  | 16      | 5       | 48,48   |
|                  | Prawo i Sprawiedliwość                          | 114 557 | 17,77  | 4,07  | 6       | 2       | 18,18   |
|                  | Sojusz Lewicy Demokratycznej                    | 111 885 | 17,35  | 2,84  | 6       | [ b ]   | 18,18   |
|                  | Polskie Stronnictwo Ludowe                      | 93 445  | 14,49  | 2,36  | 5       | 1       | 15,15   |
|                  |                                                 |         |        |       |         |         |         |
|                  | KWW Konstantego Dombrowicza. Miasto dla Pokoleń | 27 603  | 4,28   | —     | —       | —       | —       |
|                  | KKW Lewica                                      | 25 467  | 3,95   | —     | —       | —       | —       |
|                  | Krajowa Partia Emerytów i Rencistów             | 17 543  | 2,72   | 1,32  | —       |         | —       |
|                  | Nasz Dom Polska – Samoobrona Andrzeja Leppera   | 11 603  | 1,80   | —     | —       | —       | —       |
|                  | Polska Partia Pracy – Sierpień 80               | 8685    | 1,35   | 0,03  | —       |         | —       |
|                  | Przymierze Narodu Polskiego                     | 5552    | 0,86   | —     | —       | —       | —       |
|                  | KWW Krajowa Wspólnota Samorządowa               | 4112    | 0,64   | —     | —       | —       | —       |
|                  | Unia Polityki Realnej                           | 3100    | 0,48   | 1,12  | —       |         | —       |
|                  | KWW Ruch Wyborców Janusza Korwin-Mikke          | 1397    | 0,22   | —     | —       | —       | —       |
|                  | Liga Polskich Rodzin                            | 1355    | 0,21   | 3,65  | —       |         | —       |
|                  | KWW Polski Kierunek                             | 460     | 0,07   | —     | —       | —       | —       |
|                  |                                                 |         |        |       |         |         |         |
| Ogółem           | Ogółem                                          | 644 768 | 100,00 | —     | 33      | —       | 100,00  |
| Głosy nieważne   | Głosy nieważne                                  | 97 060  | 13,08  | 0,56  |         |         |         |
| Frekwencja       | Frekwencja                                      | 741 828 | 44,96  | 1,80  |         |         |         |

Podział mandatów i rozkład procentowy poparcia w wyniku wyborów z uwzględnieniem podziału na późniejszą koalicję rządzącą w kolejności: ugrupowania zarządu, opozycja sejmikowa i pozasejmikowa (komitety, które nie przekroczyły 1% poparcia w skali województwa, potraktowano zbiorczo) [Marszałek województwa Piotr Całbecki, koalicja PO-PSL]:
|    |     |     |     |
| ↓  |     |     |     |
| 16 | 5   | 6   | 6   |
| PO | PSL | PiS | SLD |

|    |     |     |     |  |  |  |  |  |  |  |
|    |     |     |     |  |  |  |  |  |  |  |
| PO | PSL | PiS | SLD |  |  |  |  |  |  |  |

| Radni IV kadencji | |                                                                                                  |                                                                                                |                                                                                                |                                                                                                |                                                                                                |                                                                                                |                                                                                                |
| Nr                | Radni wybrani z list poszczególnych komitetów wyborczych (w nawiasach liczba zdobytych głosów)                           | Radni wybrani z list poszczególnych komitetów wyborczych (w nawiasach liczba zdobytych głosów)   | Radni wybrani z list poszczególnych komitetów wyborczych (w nawiasach liczba zdobytych głosów) | Radni wybrani z list poszczególnych komitetów wyborczych (w nawiasach liczba zdobytych głosów) | Radni wybrani z list poszczególnych komitetów wyborczych (w nawiasach liczba zdobytych głosów) | Radni wybrani z list poszczególnych komitetów wyborczych (w nawiasach liczba zdobytych głosów) | Radni wybrani z list poszczególnych komitetów wyborczych (w nawiasach liczba zdobytych głosów) | Radni wybrani z list poszczególnych komitetów wyborczych (w nawiasach liczba zdobytych głosów) |
| 1                 | | Platforma Obywatelska RP Dorota Jakuta (11 364) Edward Hartwich (8876) Maciej Świątkowski (8211) |                                                                                                | Sojusz Lewicy Demokratycznej Elżbieta Krzyżanowska (15 040) Ewa Łapińska (2333)                |                                                                                                | Prawo i Sprawiedliwość Józef Rogacki (3812)                                                    |                                                                                                |                                                                                                |
| 2                 | Platforma Obywatelska RP Paweł Knapik (3969) Grzegorz Gaca (3277)                                                        |                                                                                                  | Polskie Stronnictwo Ludowe Tadeusz Zaborowski (4786) Silvana Oczkowska (3764)                  |                                                                                                | Sojusz Lewicy Demokratycznej Lucyna Andrysiak (5748)                                           |                                                                                                | Prawo i Sprawiedliwość Marek Witkowski (6834)                                                  |                                                                                                |
| 3                 | Platforma Obywatelska RP Marek Nowak (6941) Zbigniew Socha (4928) Mariusz Trąbczyński (4370)                             | Polskie Stronnictwo Ludowe Ryszard Bober (10 157)                                                |                                                                                                | Prawo i Sprawiedliwość Wiesław Żurawski (2533)                                                 |                                                                                                |                                                                                                |                                                                                                |                                                                                                |
| 4                 | Platforma Obywatelska RP Piotr Całbecki (41 541) Leszek Pluciński (5023) Jacek Gajewski (3124) Janusz Niedźwiecki (1768) |                                                                                                  | Prawo i Sprawiedliwość Przemysław Przybylski (12 577)                                          |                                                                                                |                                                                                                |                                                                                                |                                                                                                |                                                                                                |
| 5                 | Platforma Obywatelska RP Elżbieta Piniewska (8982) Ryszard Grobelski (3961)                                              |                                                                                                  | Sojusz Lewicy Demokratycznej Krystian Łuczak (6423)                                            |                                                                                                | Polskie Stronnictwo Ludowe Dariusz Kurzawa (4748)                                              |                                                                                                | Prawo i Sprawiedliwość Adam Banaszak (5796)                                                    |                                                                                                |
| 6                 | Platforma Obywatelska RP Sławomir Kopyść (9934) Barbara Kania (4068)                                                     | Sojusz Lewicy Demokratycznej Stanisław Pawlak (12 831) Jan Wadoń (1976)                          |                                                                                                | Prawo i Sprawiedliwość Wojciech Jaranowski (7374)                                              |                                                                                                | Polskie Stronnictwo Ludowe Paweł Zgórzyński (5151)                                             |                                                                                                |                                                                                                |
|                   | |                                                                                                  |                                                                                                |                                                                                                |                                                                                                |                                                                                                |                                                                                                |                                                                                                |

## Wyniki wyborów do Sejmiku Województwa Lubelskiego IV kadencji
| Komitet wyborczy | Komitet wyborczy                              | Głosy   | Głosy  | Głosy | Mandaty | Mandaty | Mandaty |
| Komitet wyborczy | Komitet wyborczy                              | Liczba  | %      | +/−   | Liczba  | +/−     | %       |
| ---------------- | --------------------------------------------- | ------- | ------ | ----- | ------- | ------- | ------- |
|                  | Prawo i Sprawiedliwość                        | 220 698 | 28,38  | 2,42  | 11      |         | 33,33   |
|                  | Polskie Stronnictwo Ludowe                    | 179 760 | 23,12  | 0,52  | 9       | 1       | 27,27   |
|                  | Platforma Obywatelska RP                      | 178 594 | 22,97  | 7,04  | 9       | 3       | 27,27   |
|                  | Sojusz Lewicy Demokratycznej                  | 97 801  | 12,58  | 0,55  | 4       | 1       | 12,12   |
|                  |                                               |         |        |       |         |         |         |
|                  | Stronnictwo „Piast”                           | 22 359  | 2,88   | —     | —       | —       | —       |
|                  | Nasz Dom Polska – Samoobrona Andrzeja Leppera | 16 065  | 2,07   | —     | —       | —       | —       |
|                  | Liga Polskich Rodzin                          | 15 885  | 2,04   | 4,53  | —       | 1       | —       |
|                  | Krajowa Partia Emerytów i Rencistów           | 15 168  | 1,95   | 0,53  | —       |         | —       |
|                  | KKW Lewica                                    | 10 892  | 1,40   | —     | —       | —       | —       |
|                  | Polska Partia Pracy – Sierpień 80             | 6436    | 0,83   | 0,58  | —       |         | —       |
|                  | Narodowe Odrodzenie Polski                    | 3821    | 0,49   | 0,02  | —       |         | —       |
|                  | KWW Polski Kierunek                           | 3268    | 0,42   | —     | —       | —       | —       |
|                  | KWW Ruch Wyborców Janusza Korwin-Mikke        | 2721    | 0,35   | —     | —       | —       | —       |
|                  | Unia Polityki Realnej                         | 2444    | 0,31   | 0,35  | —       |         | —       |
|                  | KWW Krajowa Wspólnota Samorządowa             | 1630    | 0,21   | —     | —       | —       | —       |
|                  |                                               |         |        |       |         |         |         |
| Ogółem           | Ogółem                                        | 728 150 | 100,00 | —     | 33      | —       | 100,00  |
| Głosy nieważne   | Głosy nieważne                                | 98 097  | 11,20  | 0,52  |         |         |         |
| Frekwencja       | Frekwencja                                    | 875 639 | 49,90  | 1,35  |         |         |         |

Podział mandatów i rozkład procentowy poparcia w wyniku wyborów z uwzględnieniem podziału na późniejszą koalicję rządzącą w kolejności: ugrupowania zarządu, opozycja sejmikowa i pozasejmikowa (komitety, które nie przekroczyły 1% poparcia w skali województwa, potraktowano zbiorczo) [Marszałek województwa Krzysztof Hetman, koalicja PSL-PO]:
|     |    |     |     |
| ↓   |    |     |     |
| 9   | 9  | 11  | 4   |
| PSL | PO | PiS | SLD |

|     |    |     |     |  |  |  |  |  |  |  |
|     |    |     |     |  |  |  |  |  |  |  |
| PSL | PO | PiS | SLD |  |  |  |  |  |  |  |

| Radni IV kadencji |                                                                                                |                                                                                                |                                                                                                |                                                                                                   |                                                                                                |                                                                                                |                                                                                                |                                                                                                |
| Nr                | Radni wybrani z list poszczególnych komitetów wyborczych (w nawiasach liczba zdobytych głosów) | Radni wybrani z list poszczególnych komitetów wyborczych (w nawiasach liczba zdobytych głosów) | Radni wybrani z list poszczególnych komitetów wyborczych (w nawiasach liczba zdobytych głosów) | Radni wybrani z list poszczególnych komitetów wyborczych (w nawiasach liczba zdobytych głosów)    | Radni wybrani z list poszczególnych komitetów wyborczych (w nawiasach liczba zdobytych głosów) | Radni wybrani z list poszczególnych komitetów wyborczych (w nawiasach liczba zdobytych głosów) | Radni wybrani z list poszczególnych komitetów wyborczych (w nawiasach liczba zdobytych głosów) | Radni wybrani z list poszczególnych komitetów wyborczych (w nawiasach liczba zdobytych głosów) |
| 1                 |                                                                                                | Platforma Obywatelska RP Jacek Sobczak (12 962) Bożena Lisowska (3556) Adam Wasilewski (3509)  |                                                                                                | Prawo i Sprawiedliwość Andrzej Pruszkowski (14 131) Ewa Dumkiewicz-Sprawka (10 015)               |                                                                                                |                                                                                                |                                                                                                |                                                                                                |
| 2                 |                                                                                                | Prawo i Sprawiedliwość Tomasz Solis (17 567) Marek Wojciechowski (10 752) Jan Frania (8173)    |                                                                                                | Polskie Stronnictwo Ludowe Henryk Dudziak (12 356) Grzegorz Kapusta (9119) Piotr Rzetelski (6576) |                                                                                                | Platforma Obywatelska RP Krzysztof Babisz (15 109) Beata Trzcińska-Staszczyk (5961)            |                                                                                                | Sojusz Lewicy Demokratycznej Grzegorz Kurczuk (4620)                                           |
| 3                 |                                                                                                | Polskie Stronnictwo Ludowe Sławomir Sosnowski (18 498) wakat                                   |                                                                                                | Prawo i Sprawiedliwość Jerzy Szwaj (9693) Krzysztof Głuchowski (8588)                             |                                                                                                | Sojusz Lewicy Demokratycznej Riad Haidar (13 982)                                              |                                                                                                | Platforma Obywatelska RP Bogusław Broniewicz (5056)                                            |
| 4                 |                                                                                                | Platforma Obywatelska RP Krzysztof Grabczuk (27 756) Krzysztof Bojarski (5983)                 | Prawo i Sprawiedliwość Ewa Panasiuk (11 417) Artur Soboń (9126)                                |                                                                                                   | Polskie Stronnictwo Ludowe Andrzej Romańczuk (5808)                                            |                                                                                                | Sojusz Lewicy Demokratycznej Kazimierz Mazurek (5522)                                          |                                                                                                |
| 5                 |                                                                                                | Polskie Stronnictwo Ludowe Tomasz Zając (4976) Jan Kowalik (4151) Marian Jaworski (2537)       | Prawo i Sprawiedliwość Andrzej Olborski (11 546) Artur Banach (4443)                           |                                                                                                   | Platforma Obywatelska RP Zofia Woźnica (10 991)                                                | Sojusz Lewicy Demokratycznej Irena Kurzępa (4883)                                              |                                                                                                |                                                                                                |
|                   |                                                                                                |                                                                                                |                                                                                                |                                                                                                   |                                                                                                |                                                                                                |                                                                                                |                                                                                                |

## Wyniki wyborów do Sejmiku Województwa Lubuskiego IV kadencji
| Komitet wyborczy | Komitet wyborczy                       | Głosy   | Głosy  | Głosy | Mandaty | Mandaty | Mandaty |
| Komitet wyborczy | Komitet wyborczy                       | Liczba  | %      | +/−   | Liczba  | +/−     | %       |
| ---------------- | -------------------------------------- | ------- | ------ | ----- | ------- | ------- | ------- |
|                  | Platforma Obywatelska RP               | 110 290 | 33,89  | 5,92  | 11      | 1       | 36,67   |
|                  | Sojusz Lewicy Demokratycznej           | 84 913  | 26,09  | 2,14  | 9       | 3       | 30,00   |
|                  | Prawo i Sprawiedliwość                 | 55 212  | 16,97  | 4,41  | 5       | 3       | 16,67   |
|                  | Polskie Stronnictwo Ludowe             | 47 154  | 14,49  | 4,25  | 5       | 2       | 16,67   |
|                  |                                        |         |        |       |         |         |         |
|                  | Krajowa Partia Emerytów i Rencistów    | 12 877  | 3,96   | 0,19  | —       |         | —       |
|                  | KWW Ruch Wyborców Janusza Korwin-Mikke | 6707    | 2,06   | —     | —       | —       | —       |
|                  | Polska Partia Pracy – Sierpień 80      | 3773    | 1,16   | 0,08  | —       |         | —       |
|                  | Unia Polityki Realnej                  | 2743    | 0,84   | 0,05  | —       |         | —       |
|                  | KWW Polski Kierunek                    | 1048    | 0,32   | —     | —       | —       | —       |
|                  | KWW Ruch Społeczny 2010                | 722     | 0,22   | —     | —       | —       | —       |
|                  |                                        |         |        |       |         |         |         |
| Ogółem           | Ogółem                                 | 325 439 | 100,00 | —     | 30      | —       | 100,00  |
| Głosy nieważne   | Głosy nieważne                         | 46 940  | 12,61  | 0,65  |         |         |         |
| Frekwencja       | Frekwencja                             | 372 379 | 45,99  | 0,38  |         |         |         |

Podział mandatów i rozkład procentowy poparcia w wyniku wyborów z uwzględnieniem podziału na późniejszą koalicję rządzącą w kolejności: ugrupowania zarządu, opozycja sejmikowa i pozasejmikowa (komitety, które nie przekroczyły 1% poparcia w skali województwa, potraktowano zbiorczo) [Marszałek województwa Elżbieta Polak, koalicja PO-PSL]:
|    |     |     |     |
| ↓  |     |     |     |
| 11 | 5   | 9   | 5   |
| PO | PSL | SLD | PiS |

|    |     |     |     |  |  |  |  |  |
|    |     |     |     |  |  |  |  |  |
| PO | PSL | SLD | PiS |  |  |  |  |  |

| Radni IV kadencji |                                                                                                  | |                                                                                                |                                                                                                |                                                                                                |                                                                                                |                                                                                                |                                                                                                |
| Nr                | Radni wybrani z list poszczególnych komitetów wyborczych (w nawiasach liczba zdobytych głosów)   | Radni wybrani z list poszczególnych komitetów wyborczych (w nawiasach liczba zdobytych głosów)          | Radni wybrani z list poszczególnych komitetów wyborczych (w nawiasach liczba zdobytych głosów) | Radni wybrani z list poszczególnych komitetów wyborczych (w nawiasach liczba zdobytych głosów) | Radni wybrani z list poszczególnych komitetów wyborczych (w nawiasach liczba zdobytych głosów) | Radni wybrani z list poszczególnych komitetów wyborczych (w nawiasach liczba zdobytych głosów) | Radni wybrani z list poszczególnych komitetów wyborczych (w nawiasach liczba zdobytych głosów) | Radni wybrani z list poszczególnych komitetów wyborczych (w nawiasach liczba zdobytych głosów) |
| 1                 |                                                                                                  | Sojusz Lewicy Demokratycznej Mirosława Winnicka (2297) Bogusław Andrzejczak (1746) Paweł Tymszan (1162) |                                                                                                | Platforma Obywatelska RP Mirosław Marcinkiewicz (4520) Roman Dziduch (3354)                    |                                                                                                | Prawo i Sprawiedliwość Elżbieta Płonka (8276)                                                  |                                                                                                | Polskie Stronnictwo Ludowe Barbara Kucharska (1587)                                            |
| 2                 |                                                                                                  | Platforma Obywatelska RP Tomasz Możejko (3840) Bogusław Zaborowski (2030)                               |                                                                                                | Sojusz Lewicy Demokratycznej Edward Fedko (9005) Marek Zaręba (7533)                           | Prawo i Sprawiedliwość Grzegorz Grabarek (3507)                                                | Polskie Stronnictwo Ludowe Zbigniew Kołodziej (3004)                                           |                                                                                                |                                                                                                |
| 3                 | Platforma Obywatelska RP Leszek Turczyniak (3779) Jarosław Kropski (1489)                        | Sojusz Lewicy Demokratycznej Józef Bartkowiak (3950)                                                    | Prawo i Sprawiedliwość Tadeusz Ardelli (3714)                                                  | Polskie Stronnictwo Ludowe Tadeusz Paduszyński (3010)                                          |                                                                                                |                                                                                                |                                                                                                |                                                                                                |
| 4                 | Platforma Obywatelska RP Elżbieta Polak (13 468) Tadeusz Pająk (2384)                            | Sojusz Lewicy Demokratycznej Tomasz Wontor (8488) Lidia Gryko (2841)                                    | Prawo i Sprawiedliwość Zbigniew Kościk (6400)                                                  | Polskie Stronnictwo Ludowe Czesław Fiedorowicz (4134)                                          |                                                                                                |                                                                                                |                                                                                                |                                                                                                |
| 5                 | Platforma Obywatelska RP Bożena Osińska (5835) Grażyna Stanowczyk (2590) Ireneusz Ganczar (1945) | | Prawo i Sprawiedliwość Robert Paluch (4740)                                                    |                                                                                                | Sojusz Lewicy Demokratycznej Kazimierz Pańtak (3238)                                           | Polskie Stronnictwo Ludowe Stanisław Tomczyszyn (2999)                                         |                                                                                                |                                                                                                |
|                   |                                                                                                  | |                                                                                                |                                                                                                |                                                                                                |                                                                                                |                                                                                                |                                                                                                |

## Wyniki wyborów do Sejmiku Województwa Łódzkiego IV kadencji
| Komitet wyborczy | Komitet wyborczy                              | Głosy   | Głosy  | Głosy | Mandaty | Mandaty | Mandaty |
| Komitet wyborczy | Komitet wyborczy                              | Liczba  | %      | +/−   | Liczba  | +/−     | %       |
| ---------------- | --------------------------------------------- | ------- | ------ | ----- | ------- | ------- | ------- |
|                  | Platforma Obywatelska RP                      | 227 916 | 27,00  | 5,43  | 13      | 3       | 36,11   |
|                  | Prawo i Sprawiedliwość                        | 204 412 | 24,22  | 1,08  | 10      | 2       | 27,78   |
|                  | Polskie Stronnictwo Ludowe                    | 159 043 | 18,84  | 3,37  | 7       | 1       | 19,44   |
|                  | Sojusz Lewicy Demokratycznej                  | 152 023 | 18,01  | 2,57  | 6       | 2       | 16,67   |
|                  |                                               |         |        |       |         |         |         |
|                  | Krajowa Partia Emerytów i Rencistów           | 25 763  | 3,05   | 0,02  | —       |         | —       |
|                  | Nasz Dom Polska – Samoobrona Andrzeja Leppera | 17 334  | 2,05   | —     | —       | —       | —       |
|                  | KWW Ruch Wyborców Janusza Korwin-Mikke        | 17 284  | 2,05   | —     | —       | —       | —       |
|                  | KWW Strażacki Komitet Wyborczy                | 16 092  | 1,91   | 0,38  | —       |         | —       |
|                  | Polska Partia Pracy – Sierpień 80             | 9707    | 1,15   | 0,18  | —       |         | —       |
|                  | Unia Polityki Realnej                         | 7000    | 0,83   | 0,47  | —       |         | —       |
|                  | Liga Polskich Rodzin                          | 2956    | 0,35   | 3,99  | —       |         | —       |
|                  | KWW Krajowa Wspólnota Samorządowa             | 2517    | 0,30   | —     | —       | —       | —       |
|                  | KWW Zdzisława Kaniewskiego                    | 1243    | 0,15   | —     | —       | —       | —       |
|                  | KWW Centrum Zrównoważonego Rozwoju            | 844     | 0,10   | —     | —       | —       | —       |
|                  |                                               |         |        |       |         |         |         |
| Ogółem           | Ogółem                                        | 844 134 | 100,00 | —     | 36      | —       | 100,00  |
| Głosy nieważne   | Głosy nieważne                                | 115 258 | 12,01  | 1,55  |         |         |         |
| Frekwencja       | Frekwencja                                    | 959 392 | 46,48  | 0,82  |         |         |         |

Podział mandatów i rozkład procentowy poparcia w wyniku wyborów z uwzględnieniem podziału na późniejszą koalicję rządzącą w kolejności: ugrupowania zarządu, opozycja sejmikowa i pozasejmikowa (komitety, które nie przekroczyły 1% poparcia w skali województwa, potraktowano zbiorczo) [Marszałek województwa Witold Stępień, koalicja PO-PSL]:
|    |     |     |     |
| ↓  |     |     |     |
| 13 | 7   | 10  | 6   |
| PO | PSL | PiS | SLD |

|    |     |     |     |  |  |  |  |  |  |  |
|    |     |     |     |  |  |  |  |  |  |  |
| PO | PSL | PiS | SLD |  |  |  |  |  |  |  |

| Radni IV kadencji | | |                                                                                                |                                                                                                |                                                                                                |                                                                                                |                                                                                                |                                                                                                |
| Nr                | Radni wybrani z list poszczególnych komitetów wyborczych (w nawiasach liczba zdobytych głosów)      | Radni wybrani z list poszczególnych komitetów wyborczych (w nawiasach liczba zdobytych głosów)     | Radni wybrani z list poszczególnych komitetów wyborczych (w nawiasach liczba zdobytych głosów) | Radni wybrani z list poszczególnych komitetów wyborczych (w nawiasach liczba zdobytych głosów) | Radni wybrani z list poszczególnych komitetów wyborczych (w nawiasach liczba zdobytych głosów) | Radni wybrani z list poszczególnych komitetów wyborczych (w nawiasach liczba zdobytych głosów) | Radni wybrani z list poszczególnych komitetów wyborczych (w nawiasach liczba zdobytych głosów) | Radni wybrani z list poszczególnych komitetów wyborczych (w nawiasach liczba zdobytych głosów) |
| 1                 | | Platforma Obywatelska RP Włodzimierz Fisiak (20 855) Anna Rabiega (5102) Agata Grzeszczyk (3063)   |                                                                                                | Sojusz Lewicy Demokratycznej Ewa Kralkowska (3861)                                             |                                                                                                | Prawo i Sprawiedliwość Halina Rosiak (12 983)                                                  |                                                                                                |                                                                                                |
| 2                 | Platforma Obywatelska RP Marcin Bugajski (9763) Sylwia Adamczewska (5930) Bożena Ziemniewicz (4966) | Sojusz Lewicy Demokratycznej Mieczysław Teodorczyk (9009)                                          | Prawo i Sprawiedliwość Anna Kamińska (11 124)                                                  |                                                                                                |                                                                                                |                                                                                                |                                                                                                |                                                                                                |
| 3                 | Platforma Obywatelska RP Świętosław Gołek (8812) Ilona Rafalska (6262)                              | | Prawo i Sprawiedliwość Radosław Gajda (12 673) Monika Kilar-Błaszczyk (4189)                   |                                                                                                | Polskie Stronnictwo Ludowe Andrzej Górczyński (5645)                                           |                                                                                                | Sojusz Lewicy Demokratycznej Wiesław Garstka (5755)                                            |                                                                                                |
| 4                 | | Polskie Stronnictwo Ludowe Wiesław Stasiak (10 067) Andrzej Chowis (8694) Elżbieta Nawrocka (8464) |                                                                                                | Platforma Obywatelska RP Witold Stępień (14 474) Dorota Ryl (5381)                             |                                                                                                | Prawo i Sprawiedliwość Iwona Koperska (5730) Jolanta Szymańska (3795)                          | Sojusz Lewicy Demokratycznej Irena Nowacka (15 208)                                            |                                                                                                |
| 5                 | | Prawo i Sprawiedliwość Piotr Grabowski (18 833) Witold Witczak (5660) Marek Włóka (4453)           | Platforma Obywatelska RP Włodzimierz Kula (12 359) Jakub Jędrzejczak (5474)                    |                                                                                                | Polskie Stronnictwo Ludowe Marek Mazur (10 312)                                                | Sojusz Lewicy Demokratycznej Danuta Kałuzińska (12 635)                                        |                                                                                                |                                                                                                |
| 6                 | | Polskie Stronnictwo Ludowe Dariusz Klimczak (20 092) Artur Bagieński (19 529)                      |                                                                                                | Prawo i Sprawiedliwość Anna Grabek (8287)                                                      |                                                                                                | Platforma Obywatelska RP Cezary Krawczyk (5725)                                                | Sojusz Lewicy Demokratycznej Andrzej Barański (9936)                                           |                                                                                                |
|                   | | |                                                                                                |                                                                                                |                                                                                                |                                                                                                |                                                                                                |                                                                                                |

## Wyniki wyborów do Sejmiku Województwa Małopolskiego IV kadencji
| Komitet wyborczy | Komitet wyborczy                        | Głosy     | Głosy  | Głosy | Mandaty | Mandaty | Mandaty |
| Komitet wyborczy | Komitet wyborczy                        | Liczba    | %      | +/−   | Liczba  | +/−     | %       |
| ---------------- | --------------------------------------- | --------- | ------ | ----- | ------- | ------- | ------- |
|                  | Platforma Obywatelska RP                | 378 798   | 33,82  | 3,04  | 17      | 4       | 43,59   |
|                  | Prawo i Sprawiedliwość                  | 354 898   | 31,69  | 2,75  | 16      |         | 41,03   |
|                  | Polskie Stronnictwo Ludowe              | 115 646   | 10,33  | 2,01  | 4       |         | 10,26   |
|                  | Sojusz Lewicy Demokratycznej            | 106 000   | 9,46   | 0,33  | 2       | [ b ]   | 5,13    |
|                  |                                         |           |        |       |         |         |         |
|                  | KWW „Wspólnota Małopolska Marka Nawary” | 68 600    | 6,13   | —     | —       | —       | —       |
|                  | KKW Ruch Wyborców Janusza Korwin-Mikke  | 30 134    | 2,69   | —     | —       | —       | —       |
|                  | Prawica Rzeczypospolitej                | 18 308    | 1,63   | —     | —       | —       | —       |
|                  | KKW Lewica                              | 12 487    | 1,11   | —     | —       | —       | —       |
|                  | Polska Partia Pracy – Sierpień 80       | 12 004    | 1,07   | 0,16  | —       |         | —       |
|                  | KWW Sprawiedliwy Kraków                 | 8796      | 0,79   | —     | —       | —       | —       |
|                  | Narodowe Odrodzenie Polski              | 5388      | 0,48   | —     | —       | —       | —       |
|                  | KWW Obrony Praw Człowieka               | 3972      | 0,35   | —     | —       | —       | —       |
|                  | Liga Polskich Rodzin                    | 3745      | 0,33   | 5,85  | —       | 4       | —       |
|                  | KWW Krajowa Wspólnota Samorządowa       | 1147      | 0,10   | —     | —       | —       | —       |
|                  |                                         |           |        |       |         |         |         |
| Ogółem           | Ogółem                                  | 1 119 923 | 100,00 | —     | 39      | —       | 100,00  |
| Głosy nieważne   | Głosy nieważne                          | 144 748   | 11,45  | 0,03  |         |         |         |
| Frekwencja       | Frekwencja                              | 1 264 671 | 48,54  | 2,57  |         |         |         |

Podział mandatów i rozkład procentowy poparcia w wyniku wyborów z uwzględnieniem podziału na późniejszą koalicję rządzącą w kolejności: ugrupowania zarządu, opozycja sejmikowa i pozasejmikowa (komitety, które nie przekroczyły 1% poparcia w skali województwa, potraktowano zbiorczo) [Marszałek województwa Marek Sowa, koalicja PO-PSL]:
|    |     |     |     |
| ↓  |     |     |     |
| 17 | 4   | 16  | 2   |
| PO | PSL | PiS | SLD |

|    |     |     |     |    |  |  |  |  |  |  |
|    |     |     |     |    |  |  |  |  |  |  |
| PO | PSL | PiS | SLD | WM |  |  |  |  |  |  |

| Radni IV kadencji |                                                                                                | |                                                                                                | |                                                                                                |                                                                                                |                                                                                                |                                                                                                |
| Nr                | Radni wybrani z list poszczególnych komitetów wyborczych (w nawiasach liczba zdobytych głosów) | Radni wybrani z list poszczególnych komitetów wyborczych (w nawiasach liczba zdobytych głosów)                                                                   | Radni wybrani z list poszczególnych komitetów wyborczych (w nawiasach liczba zdobytych głosów) | Radni wybrani z list poszczególnych komitetów wyborczych (w nawiasach liczba zdobytych głosów)                   | Radni wybrani z list poszczególnych komitetów wyborczych (w nawiasach liczba zdobytych głosów) | Radni wybrani z list poszczególnych komitetów wyborczych (w nawiasach liczba zdobytych głosów) | Radni wybrani z list poszczególnych komitetów wyborczych (w nawiasach liczba zdobytych głosów) | Radni wybrani z list poszczególnych komitetów wyborczych (w nawiasach liczba zdobytych głosów) |
| 1                 |                                                                                                | Platforma Obywatelska RP Marek Sowa (19 385) Marek Lasota (6482)                                                                                                 |                                                                                                | Prawo i Sprawiedliwość Zdzisław Filip (11 520)                                                                   |                                                                                                | Sojusz Lewicy Demokratycznej Bogusław Mąsior (11 365)                                          |                                                                                                | Polskie Stronnictwo Ludowe Jacek Soska (11 959)                                                |
| 2                 |                                                                                                | Prawo i Sprawiedliwość Wojciech Grzeszek (11 515) Stanisław Rumian (5374)                                                                                        |                                                                                                | Platforma Obywatelska RP Kazimierz Czekaj (15 303) Wacław Gregorczyk (3879)                                      |                                                                                                | Polskie Stronnictwo Ludowe Wojciech Kozak (12 443) Adam Domagała (4314)                        |                                                                                                |                                                                                                |
| 3                 |                                                                                                | Platforma Obywatelska RP Małgorzata Radwan-Ballada (28 372) Kazimierz Barczyk (15 040) Grzegorz Lipiec (11 539) Stanisław Handzlik (7928) Teresa Starmach (6158) |                                                                                                | Prawo i Sprawiedliwość Krzysztof Tenerowicz (26 371) Renata Godyń-Swędzioł (11 637)                              |                                                                                                | Sojusz Lewicy Demokratycznej Grzegorz Gondek (12 578)                                          |                                                                                                |                                                                                                |
| 4                 |                                                                                                | Prawo i Sprawiedliwość Jarosław Szlachetka (25 465) Marek Wierzba (11 546) Rafał Stuglik (7026) Jan Hamerski (6936)                                              |                                                                                                | Platforma Obywatelska RP Barbara Dziwisz (14 808) Franciszek Bachleda-Księdzularz (5933) Mieczysław Kęsek (4639) |                                                                                                |                                                                                                |                                                                                                |                                                                                                |
| 5                 |                                                                                                | Platforma Obywatelska RP Roman Ciepiela (27 329) Bolesław Łączyński (8838) Marcin Kuta (3679)                                                                    |                                                                                                | Prawo i Sprawiedliwość Piotr Sak (19 215) Józefa Szczurek-Żelazko (7491) Lucyna Malec (6912)                     |                                                                                                | Polskie Stronnictwo Ludowe Stanisław Sorys (6910)                                              |                                                                                                |                                                                                                |
| 6                 |                                                                                                | Prawo i Sprawiedliwość Paweł Śliwa (11 097) Grzegorz Biedroń (10 280) Andrzej Bulzak (8009) Marta Mordarska (5112)                                               |                                                                                                | Platforma Obywatelska RP Leszek Zegzda (17 013) Zygmunt Berdychowski (13 642)                                    |                                                                                                |                                                                                                |                                                                                                |                                                                                                |
|                   |                                                                                                | |                                                                                                | |                                                                                                |                                                                                                |                                                                                                |                                                                                                |

## Wyniki wyborów do Sejmiku Województwa Mazowieckiego IV kadencji
| Komitet wyborczy | Komitet wyborczy                              | Głosy     | Głosy  | Głosy | Mandaty | Mandaty | Mandaty |
| Komitet wyborczy | Komitet wyborczy                              | Liczba    | %      | +/−   | Liczba  | +/−     | %       |
| ---------------- | --------------------------------------------- | --------- | ------ | ----- | ------- | ------- | ------- |
|                  | Platforma Obywatelska RP                      | 518 254   | 28,56  | 4,09  | 17      |         | 33,33   |
|                  | Prawo i Sprawiedliwość                        | 432 765   | 23,85  | 1,11  | 14      |         | 27,45   |
|                  | Polskie Stronnictwo Ludowe                    | 404 693   | 22,30  | 2,71  | 13      | 1       | 25,49   |
|                  | Sojusz Lewicy Demokratycznej                  | 263 275   | 14,51  | 1,83  | 7       | 3       | 13,73   |
|                  |                                               |           |        |       |         |         |         |
|                  | KWW Ruch Wyborców Janusza Korwin-Mikke        | 42 136    | 2,32   | —     | —       | —       | —       |
|                  | KWW Krajowa Wspólnota Samorządowa             | 35 412    | 1,95   | —     | —       | —       | —       |
|                  | Prawica Rzeczypospolitej                      | 24 323    | 1,34   | —     | —       | —       | —       |
|                  | Krajowa Partia Emerytów i Rencistów           | 19 670    | 1,14   | 1,08  | —       |         | —       |
|                  | Polska Partia Pracy – Sierpień 80             | 13 322    | 0,73   | 0,03  | —       |         | —       |
|                  | Liga Polskich Rodzin                          | 12 004    | 0,66   | 5,32  | —       | 4       | —       |
|                  | Unia Polityki Realnej                         | 9810      | 0,54   | 1,84  | —       |         | —       |
|                  | Nasz Dom Polska – Samoobrona Andrzeja Leppera | 9615      | 0,53   | —     | —       | —       | —       |
|                  | Ruch Przełomu Narodowego                      | 8044      | 0,44   | —     | —       | —       | —       |
|                  | Związek Słowiański                            | 5707      | 0,31   | —     | —       | —       | —       |
|                  | Narodowe Odrodzenie Polski                    | 4855      | 0,27   | 0,03  | —       |         | —       |
|                  | Polska Patriotyczna                           | 4414      | 0,24   | —     | —       | —       | —       |
|                  | KWW Młodzi Gwarancją Zmian                    | 3335      | 0,18   | —     | —       | —       | —       |
|                  | KKW Lewica                                    | 2837      | 0,18   | —     | —       | —       | —       |
|                  | KWW Polski Kierunek                           | 269       | 0,01   | —     | —       | —       | —       |
|                  |                                               |           |        |       |         |         |         |
| Ogółem           | Ogółem                                        | 1 814 740 | 100,00 | —     | 51      | —       | 100,00  |
| Głosy nieważne   | Głosy nieważne                                | 296 075   | 14,03  | 0,57  |         |         |         |
| Frekwencja       | Frekwencja                                    | 2 110 815 | 50,84  | 0,32  |         |         |         |

Podział mandatów i rozkład procentowy poparcia w wyniku wyborów z uwzględnieniem podziału na późniejszą koalicję rządzącą w kolejności: ugrupowania zarządu, opozycja sejmikowa i pozasejmikowa (komitety, które nie przekroczyły 1% poparcia w skali województwa, potraktowano zbiorczo) [Marszałek województwa Adam Struzik, koalicja PSL-PO]:
|    |     |     |     |
| ↓  |     |     |     |
| 17 | 13  | 14  | 7   |
| PO | PSL | PiS | SLD |

|    |     |     |     |  |  |  |  |  |  |
|    |     |     |     |  |  |  |  |  |  |
| PO | PSL | PiS | SLD |  |  |  |  |  |  |

| Radni IV kadencji | | | |                                                                                                |                                                                                                |                                                                                                |                                                                                                |                                                                                                |
| Nr                | Radni wybrani z list poszczególnych komitetów wyborczych (w nawiasach liczba zdobytych głosów)                      | Radni wybrani z list poszczególnych komitetów wyborczych (w nawiasach liczba zdobytych głosów)                                                       | Radni wybrani z list poszczególnych komitetów wyborczych (w nawiasach liczba zdobytych głosów)               | Radni wybrani z list poszczególnych komitetów wyborczych (w nawiasach liczba zdobytych głosów) | Radni wybrani z list poszczególnych komitetów wyborczych (w nawiasach liczba zdobytych głosów) | Radni wybrani z list poszczególnych komitetów wyborczych (w nawiasach liczba zdobytych głosów) | Radni wybrani z list poszczególnych komitetów wyborczych (w nawiasach liczba zdobytych głosów) | Radni wybrani z list poszczególnych komitetów wyborczych (w nawiasach liczba zdobytych głosów) |
| 1                 | | Platforma Obywatelska RP Katarzyna Bornowska (17 200) Wojciech Bartelski (7363) Krzysztof Skolimowski (6929)                                         | | Sojusz Lewicy Demokratycznej Katarzyna Piekarska (42 080)                                      |                                                                                                | Prawo i Sprawiedliwość Witold Kołodziejski (25 339)                                            |                                                                                                |                                                                                                |
| 2                 | Platforma Obywatelska RP Urszula Kierzkowska (30 476) Ludwik Rakowski (29 643) Urszula Uranowska-Muszyńska (11 989) | | Prawo i Sprawiedliwość Ewa Tomaszewska (10 223) Andrzej Snarski (1501)                                       |                                                                                                | Sojusz Lewicy Demokratycznej Grzegorz Pietruczuk (14 314)                                      |                                                                                                |                                                                                                |                                                                                                |
| 3                 | Platforma Obywatelska RP Tomasz Kucharski (24 475) Wioletta Paprocka-Ślusarska (17 283) Olga Łyjak (6307)           | Prawo i Sprawiedliwość Janina Rogg (17 476) | Sojusz Lewicy Demokratycznej Paweł Obermeyer (9441)                                                          |                                                                                                |                                                                                                |                                                                                                |                                                                                                |                                                                                                |
| 4                 | | Polskie Stronnictwo Ludowe Adam Struzik (85 086) Henryk Antczak (10 031) Wiesława Krawczyk (8037) Witold Chrzanowski (6907) Mirosław Orliński (6540) | Prawo i Sprawiedliwość Benedykt Pszczółkowski (6693) Maria Gajewska (3183)                                   |                                                                                                | Platforma Obywatelska RP Stefan Kotlewski (9544)                                               |                                                                                                | Sojusz Lewicy Demokratycznej Krzysztof Gawkowski (10 957)                                      |                                                                                                |
| 5                 | Polskie Stronnictwo Ludowe Bożenna Pacholczak (11 966) Zbigniew Gołąbek (11 029) Leszek Przybytniak (10 286)        | Prawo i Sprawiedliwość Jan Rejczak (6817) Agnieszka Górska (5805)                                                                                    | Platforma Obywatelska RP Andrzej Łuczycki (12 559)                                                           | Sojusz Lewicy Demokratycznej Leszek Rejmer (8033)                                              |                                                                                                |                                                                                                |                                                                                                |                                                                                                |
| 6                 | Polskie Stronnictwo Ludowe Janina Orzełowska (15 301) Marian Krupiński (11 280) Mirosław Augustyniak (10 622)       | Prawo i Sprawiedliwość Karol Tchórzewski (29 314) Krzysztof Żochowski (8180) wakat                                                                   | Platforma Obywatelska RP Elżbieta Lanc (12 118) Leszek Celej (9237)                                          | Sojusz Lewicy Demokratycznej Stanisław Rybski (9785)                                           |                                                                                                |                                                                                                |                                                                                                |                                                                                                |
| 7                 | | Platforma Obywatelska RP Paweł Czekalski (31 595) Jolanta Koczorowska (17 721) Maurycy Komorowski (7177) Mateusz Baj (6140)                          | Prawo i Sprawiedliwość Barbara Rudzińska-Mękal (4046) Martyna Wojciechowska (3307) Krzysztof Piechota (2595) |                                                                                                | Polskie Stronnictwo Ludowe Erwina Ryś-Ferens (8162) Maria Kowalska (7314)                      | Sojusz Lewicy Demokratycznej Marek Papuga (14 225)                                             |                                                                                                |                                                                                                |
|                   | | | |                                                                                                |                                                                                                |                                                                                                |                                                                                                |                                                                                                |

## Wyniki wyborów do Sejmiku Województwa Opolskiego IV kadencji
| Komitet wyborczy | Komitet wyborczy                              | Głosy   | Głosy  | Głosy | Mandaty | Mandaty | Mandaty |
| Komitet wyborczy | Komitet wyborczy                              | Liczba  | %      | +/−   | Liczba  | +/−     | %       |
| ---------------- | --------------------------------------------- | ------- | ------ | ----- | ------- | ------- | ------- |
|                  | Platforma Obywatelska RP                      | 96 449  | 31,93  | 7,94  | 12      | 4       | 40,00   |
|                  | KWW Mniejszość Niemiecka                      | 53 670  | 17,77  | 0,47  | 6       | 1       | 20,00   |
|                  | Prawo i Sprawiedliwość                        | 52 664  | 17,43  | 1,60  | 5       | 3       | 16,67   |
|                  | Sojusz Lewicy Demokratycznej                  | 50 479  | 16,71  | 3,76  | 5       | 1       | 16,67   |
|                  | Polskie Stronnictwo Ludowe                    | 36 655  | 12,13  | 2,58  | 2       | 1       | 6,67    |
|                  |                                               |         |        |       |         |         |         |
|                  | Polska Partia Pracy – Sierpień 80             | 6528    | 2,16   | 1,15  | —       |         | —       |
|                  | Nasz Dom Polska – Samoobrona Andrzeja Leppera | 1899    | 0,63   | —     | —       | —       | —       |
|                  | KWW Polski Kierunek                           | 1808    | 0,60   | —     | —       | —       | —       |
|                  | KKW Lewica                                    | 1058    | 0,35   | —     | —       | —       | —       |
|                  | KWW Porozumienie Prawicy w Głubczycach        | 866     | 0,29   | —     | —       | —       | —       |
|                  |                                               |         |        |       |         |         |         |
| Ogółem           | Ogółem                                        | 302 076 | 100,00 | —     | 30      | —       | 100,00  |
| Głosy nieważne   | Głosy nieważne                                | 37 491  | 11,04  | 0,96  |         |         |         |
| Frekwencja       | Frekwencja                                    | 339 567 | 40,98  | 1,96  |         |         |         |

Podział mandatów i rozkład procentowy poparcia w wyniku wyborów z uwzględnieniem podziału na późniejszą koalicję rządzącą w kolejności: ugrupowania zarządu, opozycja sejmikowa i pozasejmikowa (komitety, które nie przekroczyły 1% poparcia w skali województwa, potraktowano zbiorczo) [Marszałek województwa Józef Sebesta, koalicja PO-MN-SLD-PSL]:
|    |    |     |     |     |
| ↓  |    |     |     |     |
| 12 | 6  | 5   | 2   | 5   |
| PO | MN | SLD | PSL | PiS |

|    |    |     |     |     |  |  |  |
|    |    |     |     |     |  |  |  |
| PO | MN | SLD | PSL | PiS |  |  |  |

| Radni IV kadencji |                                                                                                   |                                                                                                |                                                                                                |                                                                                                |                                                                                                |                                                                                                |                                                                                                |                                                                                                |                                                                                                |                                                                                                |
| Nr                | Radni wybrani z list poszczególnych komitetów wyborczych (w nawiasach liczba zdobytych głosów)    | Radni wybrani z list poszczególnych komitetów wyborczych (w nawiasach liczba zdobytych głosów) | Radni wybrani z list poszczególnych komitetów wyborczych (w nawiasach liczba zdobytych głosów) | Radni wybrani z list poszczególnych komitetów wyborczych (w nawiasach liczba zdobytych głosów) | Radni wybrani z list poszczególnych komitetów wyborczych (w nawiasach liczba zdobytych głosów) | Radni wybrani z list poszczególnych komitetów wyborczych (w nawiasach liczba zdobytych głosów) | Radni wybrani z list poszczególnych komitetów wyborczych (w nawiasach liczba zdobytych głosów) | Radni wybrani z list poszczególnych komitetów wyborczych (w nawiasach liczba zdobytych głosów) | Radni wybrani z list poszczególnych komitetów wyborczych (w nawiasach liczba zdobytych głosów) | Radni wybrani z list poszczególnych komitetów wyborczych (w nawiasach liczba zdobytych głosów) |
| 1                 |                                                                                                   | Platforma Obywatelska RP Elżbieta Kurek (6752) Tomasz Kostuś (4318) Janusz Trzepizur (4059)    |                                                                                                | KWW Mniejszość Niemiecka Norbert Rasch (6581) Hubert Kołodziej (2017)                          |                                                                                                | Sojusz Lewicy Demokratycznej Andrzej Namysło (5004)                                            |                                                                                                | Prawo i Sprawiedliwość Grzegorz Sawicki (3940)                                                 |                                                                                                |                                                                                                |
| 2                 | Platforma Obywatelska RP Andrzej Olech (3504) Beniamin Godyla (2085)                              |                                                                                                | Prawo i Sprawiedliwość Teresa Ceglecka-Zielonka (4717)                                         |                                                                                                | Polskie Stronnictwo Ludowe Ryszard Kuchczyński (1363)                                          |                                                                                                | Sojusz Lewicy Demokratycznej Kryspin Nowak (3090)                                              |                                                                                                | KWW Mniejszość Niemiecka Herbert Czaja (3204)                                                  |                                                                                                |
| 3                 |                                                                                                   | KWW Mniejszość Niemiecka Józef Kotyś (8470) Krystian Adamik (1505)                             |                                                                                                | Platforma Obywatelska RP Józef Sebesta (7348) Dariusz Zajdel (1063)                            |                                                                                                | Sojusz Lewicy Demokratycznej Andrzej Mazur (5481)                                              |                                                                                                |                                                                                                |                                                                                                |                                                                                                |
| 4                 |                                                                                                   | Platforma Obywatelska RP Zbigniew Ziółko (4151) Ewa Marzec (1676)                              |                                                                                                | KWW Mniejszość Niemiecka Ryszard Donitza (2662)                                                |                                                                                                | Prawo i Sprawiedliwość Jerzy Czerwiński (4059)                                                 |                                                                                                | Sojusz Lewicy Demokratycznej Edward Cybulka (2083)                                             |                                                                                                |                                                                                                |
| 5                 | Platforma Obywatelska RP Bogusław Wierdak (8527) Marek Szymkowicz (5133) Patrycja Pośpiech (1401) |                                                                                                | Prawo i Sprawiedliwość Dariusz Byczkowski (5495) Krzysztof Konik (2562)                        |                                                                                                | Sojusz Lewicy Demokratycznej Józef Śliwa (5387)                                                |                                                                                                | Polskie Stronnictwo Ludowe Teresa Karol (3437)                                                 |                                                                                                |                                                                                                |                                                                                                |
|                   |                                                                                                   |                                                                                                |                                                                                                |                                                                                                |                                                                                                |                                                                                                |                                                                                                |                                                                                                |                                                                                                |                                                                                                |

## Wyniki wyborów do Sejmiku Województwa Podkarpackiego IV kadencji
| Komitet wyborczy | Komitet wyborczy                              | Głosy   | Głosy  | Głosy | Mandaty | Mandaty | Mandaty |
| Komitet wyborczy | Komitet wyborczy                              | Liczba  | %      | +/−   | Liczba  | +/−     | %       |
| ---------------- | --------------------------------------------- | ------- | ------ | ----- | ------- | ------- | ------- |
|                  | Prawo i Sprawiedliwość                        | 293 637 | 38,54  | 1,40  | 15      |         | 45,45   |
|                  | Platforma Obywatelska RP                      | 165 435 | 21,71  | 5,95  | 7       |         | 21,21   |
|                  | Polskie Stronnictwo Ludowe                    | 164 062 | 21,53  | 1,92  | 7       |         | 21,21   |
|                  | Sojusz Lewicy Demokratycznej                  | 93 847  | 12,32  | 2,37  | 4       | 3       | 12,12   |
|                  |                                               |         |        |       |         |         |         |
|                  | Krajowa Partia Emerytów i Rencistów           | 17 368  | 2,28   | 0,27  | —       |         | —       |
|                  | Przymierze Narodu Polskiego                   | 7407    | 0,97   | —     | —       | —       | —       |
|                  | Nasz Dom Polska – Samoobrona Andrzeja Leppera | 7369    | 0,97   | —     | —       | —       | —       |
|                  | Polska Partia Pracy – Sierpień 80             | 7043    | 0,92   | 0,02  | —       |         | —       |
|                  | KWW Ruch Wyborców Janusza Korwin-Mikke        | 2298    | 0,30   | —     | —       | —       | —       |
|                  | Liga Polskich Rodzin                          | 2083    | 0,27   | 5,85  | —       | 2       | —       |
|                  | KWW Krajowa Wspólnota Samorządowa             | 1396    | 0,18   | —     | —       | —       | —       |
|                  |                                               |         |        |       |         |         |         |
| Ogółem           | Ogółem                                        | 761 945 | 100,00 | —     | 33      | —       | 100,00  |
| Głosy nieważne   | Głosy nieważne                                | 96 165  | 11,21  | 1,13  |         |         |         |
| Frekwencja       | Frekwencja                                    | 858 110 | 50,70  | 2,14  |         |         |         |

Podział mandatów i rozkład procentowy poparcia w wyniku wyborów z uwzględnieniem podziału na późniejszą koalicję rządzącą w kolejności: ugrupowania zarządu, opozycja sejmikowa i pozasejmikowa (komitety, które nie przekroczyły 1% poparcia w skali województwa, potraktowano zbiorczo) [Marszałek województwa Mirosław Karapyta, koalicja PO-PSL-SLD]:
|    |     |     |     |
| ↓  |     |     |     |
| 7  | 7   | 4   | 15  |
| PO | PSL | SLD | PiS |

|    |     |     |     |  |  |  |
|    |     |     |     |  |  |  |
| PO | PSL | SLD | PiS |  |  |  |

| Radni IV kadencji | |                                                                                                   |                                                                                                |                                                                                                |                                                                                                |                                                                                                |                                                                                                |                                                                                                |
| Nr                | Radni wybrani z list poszczególnych komitetów wyborczych (w nawiasach liczba zdobytych głosów)                         | Radni wybrani z list poszczególnych komitetów wyborczych (w nawiasach liczba zdobytych głosów)    | Radni wybrani z list poszczególnych komitetów wyborczych (w nawiasach liczba zdobytych głosów) | Radni wybrani z list poszczególnych komitetów wyborczych (w nawiasach liczba zdobytych głosów) | Radni wybrani z list poszczególnych komitetów wyborczych (w nawiasach liczba zdobytych głosów) | Radni wybrani z list poszczególnych komitetów wyborczych (w nawiasach liczba zdobytych głosów) | Radni wybrani z list poszczególnych komitetów wyborczych (w nawiasach liczba zdobytych głosów) | Radni wybrani z list poszczególnych komitetów wyborczych (w nawiasach liczba zdobytych głosów) |
| 1                 | | Prawo i Sprawiedliwość Wojciech Buczak (15 849) Stanisław Bartnik (9946) Mieczysław Miazga (8871) |                                                                                                | Platforma Obywatelska RP Teresa Kubas-Hul (12 359) Jan Burek (6531)                            |                                                                                                | Polskie Stronnictwo Ludowe Stanisław Bartman (5491)                                            |                                                                                                | Sojusz Lewicy Demokratycznej Anna Kowalska (8270)                                              |
| 2                 | Prawo i Sprawiedliwość Czesław Łączak (12 113) Fryderyk Kapinos (7727)                                                 |                                                                                                   | Polskie Stronnictwo Ludowe Jan Tarapata (7016) Marian Kawa (6458)                              |                                                                                                | Sojusz Lewicy Demokratycznej Edward Brzostowski (12 809)                                       |                                                                                                | Platforma Obywatelska RP Zdzisław Nowakowski (8286)                                            |                                                                                                |
| 3                 | Prawo i Sprawiedliwość Bogdan Romaniuk (8437) Ewa Draus (7514) Lidia Błądek (5650)                                     |                                                                                                   | Platforma Obywatelska RP Zygmunt Cholewiński (11 037)                                          |                                                                                                | Polskie Stronnictwo Ludowe Władysław Stępień (9642)                                            |                                                                                                | Sojusz Lewicy Demokratycznej Bronisław Tofil (3825)                                            |                                                                                                |
| 4                 | Prawo i Sprawiedliwość Stanisław Bajda (7220) Janusz Magoń (2835) Jarosław Brenkacz (2560)                             |                                                                                                   | Polskie Stronnictwo Ludowe Mirosław Karapyta (23 521) Lucjan Kuźniar (5293)                    |                                                                                                | Platforma Obywatelska RP Maciej Lewicki (15 616)                                               |                                                                                                |                                                                                                |                                                                                                |
| 5                 | Prawo i Sprawiedliwość Władysław Turek (4247) Janusz Ciółkowski (4130) Tadeusz Pióro (4002) Tadeusz Majchrowicz (3845) |                                                                                                   | Platforma Obywatelska RP Sławomir Miklicz (5527) Jerzy Borcz (3418)                            |                                                                                                | Polskie Stronnictwo Ludowe Dariusz Sobieraj (8947)                                             |                                                                                                | Sojusz Lewicy Demokratycznej Janusz Konieczny (9570)                                           |                                                                                                |
|                   | |                                                                                                   |                                                                                                |                                                                                                |                                                                                                |                                                                                                |                                                                                                |                                                                                                |

## Wyniki wyborów do Sejmiku Województwa Podlaskiego IV kadencji
| Komitet wyborczy | Komitet wyborczy                              | Głosy   | Głosy  | Głosy | Mandaty | Mandaty | Mandaty |
| Komitet wyborczy | Komitet wyborczy                              | Liczba  | %      | +/−   | Liczba  | +/−     | %       |
| ---------------- | --------------------------------------------- | ------- | ------ | ----- | ------- | ------- | ------- |
|                  | Platforma Obywatelska RP                      | 131 319 | 31,43  | 12,76 | 11      | 4       | 36,67   |
|                  | Prawo i Sprawiedliwość                        | 125 737 | 30,09  | 0,91  | 11      |         | 36,67   |
|                  | Polskie Stronnictwo Ludowe                    | 80 357  | 19,23  | 6,39  | 5       |         | 16,67   |
|                  | Sojusz Lewicy Demokratycznej                  | 53 153  | 12,72  | 0,44  | 3       | [ b ]   | 10,00   |
|                  |                                               |         |        |       |         |         |         |
|                  | Krajowa Partia Emerytów i Rencistów           | 10 252  | 2,45   | 0,15  | —       |         | —       |
|                  | Nasz Dom Polska – Samoobrona Andrzeja Leppera | 9910    | 2,37   | —     | —       | —       | —       |
|                  | Polska Partia Pracy – Sierpień 80             | 4190    | 1,00   | 0,27  | —       |         | —       |
|                  | KWW Krajowa Wspólnota Samorządowa             | 1515    | 0,36   | —     | —       | —       | —       |
|                  | KWW Ruch Wyborców Janusza Korwin-Mikke        | 1397    | 0,33   | —     | —       | —       | —       |
|                  |                                               |         |        |       |         |         |         |
| Ogółem           | Ogółem                                        | 417 830 | 100,00 | —     | 30      | —       | 100,00  |
| Głosy nieważne   | Głosy nieważne                                | 43 102  | 9,35   | 0,95  |         |         |         |
| Frekwencja       | Frekwencja                                    | 460 932 | 47,90  | 2,41  |         |         |         |

Podział mandatów i rozkład procentowy poparcia w wyniku wyborów z uwzględnieniem podziału na późniejszą koalicję rządzącą w kolejności: ugrupowania zarządu, opozycja sejmikowa i pozasejmikowa (komitety, które nie przekroczyły 1% poparcia w skali województwa, potraktowano zbiorczo) [Marszałek województwa Jarosław Dworzański, koalicja PO-PSL]:
|    |     |     |     |
| ↓  |     |     |     |
| 11 | 5   | 11  | 3   |
| PO | PSL | PiS | SLD |

|    |     |     |     |  |  |  |  |  |
|    |     |     |     |  |  |  |  |  |
| PO | PSL | PiS | SLD |  |  |  |  |  |

| Radni IV kadencji | | |                                                                                                |                                                                                                |                                                                                                |                                                                                                |                                                                                                |                                                                                                |
| Nr                | Radni wybrani z list poszczególnych komitetów wyborczych (w nawiasach liczba zdobytych głosów)        | Radni wybrani z list poszczególnych komitetów wyborczych (w nawiasach liczba zdobytych głosów)                      | Radni wybrani z list poszczególnych komitetów wyborczych (w nawiasach liczba zdobytych głosów) | Radni wybrani z list poszczególnych komitetów wyborczych (w nawiasach liczba zdobytych głosów) | Radni wybrani z list poszczególnych komitetów wyborczych (w nawiasach liczba zdobytych głosów) | Radni wybrani z list poszczególnych komitetów wyborczych (w nawiasach liczba zdobytych głosów) | Radni wybrani z list poszczególnych komitetów wyborczych (w nawiasach liczba zdobytych głosów) | Radni wybrani z list poszczególnych komitetów wyborczych (w nawiasach liczba zdobytych głosów) |
| 1                 | | Platforma Obywatelska RP Marek Masalski (3840) Maciej Perkowski (3037) Karol Pilecki (2039) Danuta Kaszyńska (1757) |                                                                                                | Prawo i Sprawiedliwość Jan Chojnowski (3827) Elżbieta Kaufman-Suszko (2130)                    |                                                                                                | Sojusz Lewicy Demokratycznej Marian Szamatowicz (4512)                                         |                                                                                                |                                                                                                |
| 2                 | Platforma Obywatelska RP Waldemar Kwaterski (7257) Maciej Gajewski (5957) Cezary Cieślukowski (5364)  | Prawo i Sprawiedliwość Leszek Dec (4094)                                                                            |                                                                                                | Polskie Stronnictwo Ludowe Bogdan Dyjuk (5028)                                                 |                                                                                                |                                                                                                |                                                                                                |                                                                                                |
| 3                 | | Prawo i Sprawiedliwość Marek Olbryś (7275) Ryszard Wolwark (3965)                                                   |                                                                                                | Polskie Stronnictwo Ludowe Mieczysław Bagiński (7600)                                          |                                                                                                | Platforma Obywatelska RP Jacek Piorunek (6522)                                                 |                                                                                                | Sojusz Lewicy Demokratycznej Robert Łada (663)                                                 |
| 4                 | Prawo i Sprawiedliwość Marek Komorowski (8439) Łukasz Siekierko (6466) Tadeusz Wojtkowski (5143)      | Polskie Stronnictwo Ludowe Walenty Korycki (7074)                                                                   | Platforma Obywatelska RP Daria Sapińska (6117)                                                 |                                                                                                |                                                                                                |                                                                                                |                                                                                                |                                                                                                |
| 5                 | Prawo i Sprawiedliwość Henryk Łukaszewicz (6202) Urszula Jabłońska (5152) Krzysztof Kondraciuk (2710) | Polskie Stronnictwo Ludowe Mieczysław Baszko (13 840) Mikołaj Janowski (4693)                                       | Platforma Obywatelska RP Jarosław Dworzański (6651) Andrzej Raś (3619)                         |                                                                                                | Sojusz Lewicy Demokratycznej Jan Syczewski (5205)                                              |                                                                                                |                                                                                                |                                                                                                |
|                   | | |                                                                                                |                                                                                                |                                                                                                |                                                                                                |                                                                                                |                                                                                                |

## Wyniki wyborów do Sejmiku Województwa Pomorskiego IV kadencji
| Komitet wyborczy | Komitet wyborczy                              | Głosy   | Głosy  | Głosy | Mandaty | Mandaty | Mandaty |
| Komitet wyborczy | Komitet wyborczy                              | Liczba  | %      | +/−   | Liczba  | +/−     | %       |
| ---------------- | --------------------------------------------- | ------- | ------ | ----- | ------- | ------- | ------- |
|                  | Platforma Obywatelska RP                      | 321 238 | 43,76  | 0,18  | 19      | 1       | 57,58   |
|                  | Prawo i Sprawiedliwość                        | 137 944 | 18,79  | 5,09  | 7       | 2       | 21,21   |
|                  | Sojusz Lewicy Demokratycznej                  | 88 901  | 12,11  | 1,61  | 3       | 2       | 9,09    |
|                  | Polskie Stronnictwo Ludowe                    | 69 235  | 9,43   | 3,68  | 3       | 1       | 9,09    |
|                  | KWW Krajowa Wspólnota Samorządowa             | 36 968  | 5,04   | —     | 1       | —       | 3,03    |
|                  |                                               |         |        |       |         |         |         |
|                  | Krajowa Partia Emerytów i Rencistów           | 30 424  | 4,14   | 0,31  | —       |         | —       |
|                  | Polska Partia Pracy – Sierpień 80             | 11 520  | 1,57   | 1,53  | —       |         | —       |
|                  | Liga Polskich Rodzin                          | 10 137  | 1,38   | 2,22  | —       |         | —       |
|                  | Nasz Dom Polska – Samoobrona Andrzeja Leppera | 8613    | 1,17   | —     | —       | —       | —       |
|                  | Unia Polityki Realnej                         | 7951    | 1,08   | 0,16  | —       |         | —       |
|                  | KWW Ruch Wyborców Janusza Korwin-Mikke        | 3753    | 0,51   | —     | —       | —       | —       |
|                  | KWW Solidarny Gdańsk                          | 2952    | 0,40   | —     | —       | —       | —       |
|                  | Prawica Rzeczypospolitej                      | 2333    | 0,32   | —     | —       | —       | —       |
|                  | Ekopark                                       | 2130    | 0,29   | —     | —       | —       | —       |
|                  |                                               |         |        |       |         |         |         |
| Ogółem           | Ogółem                                        | 734 099 | 100,00 | —     | 33      | —       | 100,00  |
| Głosy nieważne   | Głosy nieważne                                | 85 492  | 10,43  | 0,76  |         |         |         |
| Frekwencja       | Frekwencja                                    | 819 591 | 46,69  | 0,12  |         |         |         |

Podział mandatów i rozkład procentowy poparcia w wyniku wyborów z uwzględnieniem podziału na późniejszą koalicję rządzącą w kolejności: ugrupowania zarządu, opozycja sejmikowa i pozasejmikowa (komitety, które nie przekroczyły 1% poparcia w skali województwa, potraktowano zbiorczo) [Marszałek województwa Mieczysław Struk, koalicja PO-PSL]:
|    |     |     |     |   |
| ↓  |     |     |     |   |
| 19 | 3   | 7   | 3   | 1 |
| PO | PSL | PiS | SLD |   |

|    |     |     |     |     |       |  |  |  |  |  |  |
|    |     |     |     |     |       |  |  |  |  |  |  |
| PO | PSL | PiS | SLD | KWS | KPEiR |  |  |  |  |  |  |

| Radni IV kadencji | | |                                                                                                |                                                                                                |                                                                                                |                                                                                                |                                                                                                |                                                                                                |
| Nr                | Radni wybrani z list poszczególnych komitetów wyborczych (w nawiasach liczba zdobytych głosów)                                                    | Radni wybrani z list poszczególnych komitetów wyborczych (w nawiasach liczba zdobytych głosów)                         | Radni wybrani z list poszczególnych komitetów wyborczych (w nawiasach liczba zdobytych głosów) | Radni wybrani z list poszczególnych komitetów wyborczych (w nawiasach liczba zdobytych głosów) | Radni wybrani z list poszczególnych komitetów wyborczych (w nawiasach liczba zdobytych głosów) | Radni wybrani z list poszczególnych komitetów wyborczych (w nawiasach liczba zdobytych głosów) | Radni wybrani z list poszczególnych komitetów wyborczych (w nawiasach liczba zdobytych głosów) | Radni wybrani z list poszczególnych komitetów wyborczych (w nawiasach liczba zdobytych głosów) |
| 1                 | | Platforma Obywatelska RP Marek Biernacki (18 723) Leszek Bonna (13 980) Jan Kleinszmidt (6764) Bożenna Lisowska (6755) |                                                                                                | Prawo i Sprawiedliwość Jerzy Barzowski (8674)                                                  |                                                                                                | Sojusz Lewicy Demokratycznej Piotr Gontarek (8625)                                             |                                                                                                | Polskie Stronnictwo Ludowe Mirosław Batruch (5911)                                             |
| 2                 | Platforma Obywatelska RP Wiesław Byczkowski (29 808) Maria Kuczyńska (10 302) Andrzej Bartnicki (6776) Karolina Szczygieł (6554)                  | Prawo i Sprawiedliwość Przemysław Marchlewicz (10 462) Adam Śliwicki (10 235)                                          |                                                                                                | KWW Krajowa Wspólnota Samorządowa Lech Żurek (17 386)                                          |                                                                                                | Sojusz Lewicy Demokratycznej Mariusz Falkowski (7683)                                          |                                                                                                |                                                                                                |
| 3                 | Platforma Obywatelska RP Mieczysław Struk (26 507) Grzegorz Grzelak (6903) Jacek Bendykowski (6815) Hanna Zych-Cisoń (5905) Sylwester Pruś (5419) | Prawo i Sprawiedliwość Anna Gwiazda (10 318) Marian Szajna (9077)                                                      |                                                                                                |                                                                                                |                                                                                                |                                                                                                |                                                                                                |                                                                                                |
| 4                 | Platforma Obywatelska RP Dariusz Męczykowski (14 332) Ryszard Świlski (12 949) Danuta Rek (6205) Jolanta Synak (6179)                             | Prawo i Sprawiedliwość Piotr Zwara (8767)                                                                              |                                                                                                | Polskie Stronnictwo Ludowe Hubert Lewna (8768)                                                 |                                                                                                |                                                                                                |                                                                                                |                                                                                                |
| 5                 | Platforma Obywatelska RP Jolanta Leszczyńska (6960) Leszek Sarnowski (4140)                                                                       | | Polskie Stronnictwo Ludowe Zenon Odya (10 336)                                                 |                                                                                                | Sojusz Lewicy Demokratycznej Małgorzata Ostrowska (8002)                                       |                                                                                                | Prawo i Sprawiedliwość Ryszard Jędrzejczak (4595)                                              |                                                                                                |
|                   | | |                                                                                                |                                                                                                |                                                                                                |                                                                                                |                                                                                                |                                                                                                |

## Wyniki wyborów do Sejmiku Województwa Śląskiego IV kadencji
| Komitet wyborczy | Komitet wyborczy                                          | Głosy     | Głosy  | Głosy | Mandaty | Mandaty | Mandaty |
| Komitet wyborczy | Komitet wyborczy                                          | Liczba    | %      | +/−   | Liczba  | +/−     | %       |
| ---------------- | --------------------------------------------------------- | --------- | ------ | ----- | ------- | ------- | ------- |
|                  | Platforma Obywatelska RP                                  | 486 638   | 33,66  | 0,40  | 22      | 1       | 45,83   |
|                  | Prawo i Sprawiedliwość                                    | 300 147   | 20,76  | 4,25  | 11      | 5       | 22,92   |
|                  | Sojusz Lewicy Demokratycznej                              | 237 478   | 16,42  | 1,13  | 10      | 2       | 20,83   |
|                  | Ruch Autonomii Śląska                                     | 122 781   | 8,49   | 4,14  | 3       | 3       | 6,25    |
|                  | Polskie Stronnictwo Ludowe                                | 102 745   | 7,11   | 1,91  | 2       | 1       | 4,17    |
|                  |                                                           |           |        |       |         |         |         |
|                  | Krajowa Partia Emerytów i Rencistów                       | 41 250    | 2,85   | 0,74  | —       |         | —       |
|                  | KWW Platforma Wyborcza                                    | 31 710    | 2,19   | —     | —       | —       | —       |
|                  | KWW Ruch Wyborców Janusza Korwin-Mikke                    | 22 145    | 1,53   | —     | —       | —       | —       |
|                  | Polska Partia Pracy – Sierpień 80                         | 17 560    | 1,21   | 0,64  | —       |         | —       |
|                  | Prawica Rzeczypospolitej                                  | 17 028    | 1,18   | —     | —       | —       | —       |
|                  | Liga Polskich Rodzin                                      | 15 039    | 1,04   | 2,43  | —       |         | —       |
|                  | Unia Polityki Realnej                                     | 9698      | 0,67   | 0,50  | —       |         | —       |
|                  | Nasz Dom Polska – Samoobrona Andrzeja Leppera             | 8285      | 0,57   | —     | —       | —       | —       |
|                  | KKW Lewica                                                | 6909      | 0,48   | —     | —       | —       | —       |
|                  | Narodowe Odrodzenie Polski                                | 6711      | 0,46   | 0,24  | —       |         | —       |
|                  | KWW Krajowa Wspólnota Samorządowa                         | 5953      | 0,41   | —     | —       | —       | —       |
|                  | KWW Młodzi Gwarancją Zmian                                | 4805      | 0,22   | 1     | —       | 1       | —       |
|                  | KWW Inicjatywa Obywatelska Powiatu Tarnogórskiego         | 4764      | 0,33   | —     | —       | —       | —       |
|                  | KWW Polski Kierunek                                       | 999       | 0,07   | —     | —       | —       | —       |
|                  | KWW Myślący Inaczej                                       | 979       | 0,07   | —     | —       | —       | —       |
|                  | KWW Dbajmy o Zieleń                                       | 769       | 0,05   | —     | —       | —       | —       |
|                  | KWW Loża Szyderców                                        | 767       | 0,05   | —     | —       | —       | —       |
|                  | KWW Porozumienie Centrowo-Behawiorystyczne-Socjalistyczne | 680       | 0,05   | —     | —       | —       | —       |
|                  |                                                           |           |        |       |         |         |         |
| Ogółem           | Ogółem                                                    | 1 445 840 | 100,00 | —     | 48      | —       | 100,00  |
| Głosy nieważne   | Głosy nieważne                                            | 158 131   | 9,86   | 0,01  |         |         |         |
| Frekwencja       | Frekwencja                                                | 1 603 971 | 42,91  | 2,95  |         |         |         |

Podział mandatów i rozkład procentowy poparcia w wyniku wyborów z uwzględnieniem podziału na późniejszą koalicję rządzącą w kolejności: ugrupowania zarządu, opozycja sejmikowa i pozasejmikowa (komitety, które nie przekroczyły 1% poparcia w skali województwa, potraktowano zbiorczo) [Marszałek województwa Adam Matusiewicz, koalicja PO-RAŚ-PSL]:
|    |     |     |     |     |
| ↓  |     |     |     |     |
| 22 | 3   | 2   | 11  | 10  |
| PO | RAŚ | PSL | PiS | SLD |

|    |     |     |     |     |  |  |  |  |  |  |  |  |
|    |     |     |     |     |  |  |  |  |  |  |  |  |
| PO | RAŚ | PSL | PiS | SLD |  |  |  |  |  |  |  |  |

| Radni IV kadencji | | |                                                                                                |                                                                                                |                                                                                                |                                                                                                |                                                                                                |                                                                                                |
| Nr                | Radni wybrani z list poszczególnych komitetów wyborczych (w nawiasach liczba zdobytych głosów)                        | Radni wybrani z list poszczególnych komitetów wyborczych (w nawiasach liczba zdobytych głosów)                 | Radni wybrani z list poszczególnych komitetów wyborczych (w nawiasach liczba zdobytych głosów) | Radni wybrani z list poszczególnych komitetów wyborczych (w nawiasach liczba zdobytych głosów) | Radni wybrani z list poszczególnych komitetów wyborczych (w nawiasach liczba zdobytych głosów) | Radni wybrani z list poszczególnych komitetów wyborczych (w nawiasach liczba zdobytych głosów) | Radni wybrani z list poszczególnych komitetów wyborczych (w nawiasach liczba zdobytych głosów) | Radni wybrani z list poszczególnych komitetów wyborczych (w nawiasach liczba zdobytych głosów) |
| 1                 | | Platforma Obywatelska RP Lucyna Kręcichwost (24 861) Karol Węglarzy (12 778) Janusz Buzek (7412)               |                                                                                                | Prawo i Sprawiedliwość Andrzej Kamiński (25301) Jan Kawulok (8961)                             |                                                                                                | Sojusz Lewicy Demokratycznej Przemysław Koperski (5396)                                        |                                                                                                | Polskie Stronnictwo Ludowe Marian Ormaniec (10 382)                                            |
| 2                 | Platforma Obywatelska RP Adam Matusiewicz (22 413) Agnieszka Kostempska (7655) Martyna Starc-Jażdżyk (5941)           | Prawo i Sprawiedliwość Bożena Borys-Szopa (19 807) Piotr Czarnynoga (5590)                                     |                                                                                                | Ruch Autonomii Śląska Jerzy Gorzelik (14 345)                                                  |                                                                                                | Sojusz Lewicy Demokratycznej Urszula Szymańska-Zapart (3107)                                   |                                                                                                |                                                                                                |
| 3                 | Platforma Obywatelska RP Ewa Lewandowska (29 157) Piotr Zienc (5157) Anna Hetman (5652) Grzegorz Wolnik (5440)        | Prawo i Sprawiedliwość Urszula Grzonka (6428) wakat                                                            | Ruch Autonomii Śląska Janusz Wita (8978)                                                       | Sojusz Lewicy Demokratycznej Marian Jarosz (11 467)                                            |                                                                                                |                                                                                                |                                                                                                |                                                                                                |
| 4                 | Platforma Obywatelska RP Ludgarda Buzek (42 161) Jan Borzymowski (10 880) Gustaw Jochlik (4653) Agnieszka Luty (3701) | Prawo i Sprawiedliwość Barbara Dziuk (4706) Andrzej Sławik (4232)                                              |                                                                                                | Sojusz Lewicy Demokratycznej Małgorzata Tkacz-Janik (9100)                                     |                                                                                                |                                                                                                |                                                                                                |                                                                                                |
| 5                 | Platforma Obywatelska RP Andrzej Gościniak (16 890) Aleksandra Gajewska-Przydryga (7068) Wojciech Zamorski (5057)     | Prawo i Sprawiedliwość Michał Wójcik (12 665)                                                                  |                                                                                                | Ruch Autonomii Śląska Henryk Mercik (10 055)                                                   |                                                                                                | Sojusz Lewicy Demokratycznej Henryk Moskwa (5123)                                              |                                                                                                |                                                                                                |
| 6                 | Platforma Obywatelska RP Mariusz Kleszczewski (19 674) Piotr Kurpios (11 524)                                         | | Sojusz Lewicy Demokratycznej Stanisław Dzwonnik (12 863) Wiesław Maras (7612)                  |                                                                                                | Prawo i Sprawiedliwość Artur Warzocha (18 475)                                                 |                                                                                                | Polskie Stronnictwo Ludowe Władysław Serafin (8441)                                            |                                                                                                |
| 7                 | Platforma Obywatelska RP Witold Grim (8809) Maria Potępa (6982) Adam Lubas (6119)                                     | Sojusz Lewicy Demokratycznej Michał Czarski (23 909) Marian Gajda (11 052) Małgorzata Ochęduszko-Ludwik (6734) | Prawo i Sprawiedliwość Wiesław Wójcik (2281)                                                   |                                                                                                |                                                                                                |                                                                                                |                                                                                                |                                                                                                |
|                   | | |                                                                                                |                                                                                                |                                                                                                |                                                                                                |                                                                                                |                                                                                                |

## Wyniki wyborów do Sejmiku Województwa Świętokrzyskiego IV kadencji
| Komitet wyborczy | Komitet wyborczy                              | Głosy   | Głosy  | Głosy | Mandaty | Mandaty | Mandaty |
| Komitet wyborczy | Komitet wyborczy                              | Liczba  | %      | +/−   | Liczba  | +/−     | %       |
| ---------------- | --------------------------------------------- | ------- | ------ | ----- | ------- | ------- | ------- |
|                  | Polskie Stronnictwo Ludowe                    | 163 354 | 32,91  | 10,43 | 13      | 5       | 43,33   |
|                  | Prawo i Sprawiedliwość                        | 101 763 | 20,50  | 1,26  | 7       |         | 23,33   |
|                  | Platforma Obywatelska RP                      | 78 709  | 15,86  | 2,80  | 6       | 1       | 20,00   |
|                  | Sojusz Lewicy Demokratycznej                  | 68 801  | 13,86  | 1,40  | 3       | 2       | 10,00   |
|                  | KWW Porozumienie Samorządowe                  | 47 303  | 9,53   | 0,28  | 1       |         | 3,33    |
|                  |                                               |         |        |       |         |         |         |
|                  | Nasz Dom Polska – Samoobrona Andrzeja Leppera | 8912    | 1,80   | —     | —       | —       | —       |
|                  | Krajowa Partia Emerytów i Rencistów           | 7310    | 1,47   | 0,88  | —       |         | —       |
|                  | Liga Polskich Rodzin                          | 6538    | 1,32   | 2,48  | —       |         | —       |
|                  | Polska Partia Pracy – Sierpień 80             | 6140    | 1,24   | 0,18  | —       |         | —       |
|                  | Prawica Rzeczypospolitej                      | 5491    | 1,11   | —     | —       | —       | —       |
|                  | KWW Ruch Wyborców Janusza Korwin-Mikke        | 2031    | 0,41   | —     | —       | —       | —       |
|                  |                                               |         |        |       |         |         |         |
| Ogółem           | Ogółem                                        | 496 352 | 100,00 | —     | 30      | —       | 100,00  |
| Głosy nieważne   | Głosy nieważne                                | 64 867  | 11,56  | 1,41  |         |         |         |
| Frekwencja       | Frekwencja                                    | 561 219 | 53,51  | 3,22  |         |         |         |

Podział mandatów i rozkład procentowy poparcia w wyniku wyborów z uwzględnieniem podziału na późniejszą koalicję rządzącą w kolejności: ugrupowania zarządu, opozycja sejmikowa i pozasejmikowa [Marszałek województwa Adam Jarubas, koalicja PSL-PO]:
|     |    |     |     |    |
| ↓   |    |     |     |    |
| 13  | 6  | 7   | 3   | 1  |
| PSL | PO | PiS | SLD | PS |

|     |    |     |     |    |  |  |  |  |  |  |  |
|     |    |     |     |    |  |  |  |  |  |  |  |
| PSL | PO | PiS | SLD | PS |  |  |  |  |  |  |  |

| Radni IV kadencji | | |                                                                                                |                                                                                                |                                                                                                |                                                                                                |                                                                                                |                                                                                                |                                                                                                |                                                                                                |
| Nr                | Radni wybrani z list poszczególnych komitetów wyborczych (w nawiasach liczba zdobytych głosów)                                                   | Radni wybrani z list poszczególnych komitetów wyborczych (w nawiasach liczba zdobytych głosów)                                | Radni wybrani z list poszczególnych komitetów wyborczych (w nawiasach liczba zdobytych głosów) | Radni wybrani z list poszczególnych komitetów wyborczych (w nawiasach liczba zdobytych głosów) | Radni wybrani z list poszczególnych komitetów wyborczych (w nawiasach liczba zdobytych głosów) | Radni wybrani z list poszczególnych komitetów wyborczych (w nawiasach liczba zdobytych głosów) | Radni wybrani z list poszczególnych komitetów wyborczych (w nawiasach liczba zdobytych głosów) | Radni wybrani z list poszczególnych komitetów wyborczych (w nawiasach liczba zdobytych głosów) | Radni wybrani z list poszczególnych komitetów wyborczych (w nawiasach liczba zdobytych głosów) | Radni wybrani z list poszczególnych komitetów wyborczych (w nawiasach liczba zdobytych głosów) |
| 1                 | | Polskie Stronnictwo Ludowe Kazimierz Kotowski (10 972) Izydor Grabowski (7084) Wojciech Borzęcki (5456) Maria Adamczyk (1802) |                                                                                                | Prawo i Sprawiedliwość Lech Janiszewski (7527) Tomasz Ramus (2111)                             |                                                                                                | Platforma Obywatelska RP Grigor Szaginian (4213)                                               |                                                                                                | Sojusz Lewicy Demokratycznej Józef Grabowski (8421)                                            |                                                                                                |                                                                                                |
| 2                 | | Prawo i Sprawiedliwość Agnieszka Buras (3869) Janusz Skibiński (3378)                                                         |                                                                                                | Platforma Obywatelska RP Marcin Ożóg (5485) Ryszard Nosowicz (2215)                            |                                                                                                | Polskie Stronnictwo Ludowe Wiesław Stępień (3759)                                              | Sojusz Lewicy Demokratycznej Sławomir Marczewski (5590)                                        |                                                                                                |                                                                                                |                                                                                                |
| 3                 | | Polskie Stronnictwo Ludowe Piotr Żołądek (7534) Jolanta Rybczyk (2463) Grzegorz Gałuszka (2420)                               |                                                                                                | Prawo i Sprawiedliwość Mieczysław Gębski (3229) Bogdan Latosiński (3087)                       |                                                                                                | Platforma Obywatelska RP Grzegorz Świercz (8308) Marzena Marczewska (1609)                     |                                                                                                | KWW Porozumienie Samorządowe Janusz Koza (5932)                                                |                                                                                                | Sojusz Lewicy Demokratycznej Włodzimierz Stępień (8430)                                        |
| 4                 | Polskie Stronnictwo Ludowe Adam Jarubas (31 289) Mieczysław Sas (4735) Tadeusz Kowalczyk (4543) Małgorzata Muzoł (3776) Krzysztof Dziekan (2883) | Prawo i Sprawiedliwość Marek Bogusławski (6039)                                                                               | Platforma Obywatelska RP Stefan Podesek (3844)                                                 |                                                                                                |                                                                                                |                                                                                                |                                                                                                |                                                                                                |                                                                                                |                                                                                                |
|                   | | |                                                                                                |                                                                                                |                                                                                                |                                                                                                |                                                                                                |                                                                                                |                                                                                                |                                                                                                |

## Wyniki wyborów do Sejmiku Województwa Warmińsko-Mazurskiego IV kadencji
| Komitet wyborczy | Komitet wyborczy                              | Głosy   | Głosy  | Głosy | Mandaty | Mandaty | Mandaty |
| Komitet wyborczy | Komitet wyborczy                              | Liczba  | %      | +/−   | Liczba  | +/−     | %       |
| ---------------- | --------------------------------------------- | ------- | ------ | ----- | ------- | ------- | ------- |
|                  | Platforma Obywatelska RP                      | 165 388 | 34,84  | 7,99  | 14      | 4       | 46,67   |
|                  | Polskie Stronnictwo Ludowe                    | 114 730 | 24,17  | 7,50  | 7       |         | 23,33   |
|                  | Prawo i Sprawiedliwość                        | 78 613  | 16,56  | 3,59  | 5       | 1       | 16,67   |
|                  | Sojusz Lewicy Demokratycznej                  | 75 862  | 15,98  | 0,89  | 4       | 1       | 13,33   |
|                  |                                               |         |        |       |         |         |         |
|                  | KWW Wspólnota Samorządowa Prawicy             | 11 304  | 2,38   | —     | —       | —       | —       |
|                  | Nasz Dom Polska – Samoobrona Andrzeja Leppera | 11 055  | 2,33   | —     | —       | —       | —       |
|                  | Polska Partia Pracy – Sierpień 80             | 8378    | 1,76   | 0,40  | —       |         | —       |
|                  | Krajowa Partia Emerytów i Rencistów           | 7826    | 1,65   | 0,32  | —       |         | —       |
|                  | KKW Lewica                                    | 1524    | 0,32   | —     | —       | —       | —       |
|                  |                                               |         |        |       |         |         |         |
| Ogółem           | Ogółem                                        | 474 680 | 100,00 | —     | 30      | —       | 100,00  |
| Głosy nieważne   | Głosy nieważne                                | 71 006  | 13,01  | 0,51  |         |         |         |
| Frekwencja       | Frekwencja                                    | 545 686 | 47,52  | 1,30  |         |         |         |

Podział mandatów i rozkład procentowy poparcia w wyniku wyborów z uwzględnieniem podziału na późniejszą koalicję rządzącą w kolejności: ugrupowania zarządu, opozycja sejmikowa i pozasejmikowa [Marszałek województwa Jacek Protas, koalicja PO-PSL]:
|    |     |     |     |
| ↓  |     |     |     |
| 14 | 7   | 5   | 4   |
| PO | PSL | PiS | SLD |

|    |     |     |     |  |  |  |  |  |  |
|    |     |     |     |  |  |  |  |  |  |
| PO | PSL | PiS | SLD |  |  |  |  |  |  |

| Radni IV kadencji | |                                                                                                  |                                                                                                |                                                                                                |                                                                                                |                                                                                                |                                                                                                |                                                                                                |
| Nr                | Radni wybrani z list poszczególnych komitetów wyborczych (w nawiasach liczba zdobytych głosów)                           | Radni wybrani z list poszczególnych komitetów wyborczych (w nawiasach liczba zdobytych głosów)   | Radni wybrani z list poszczególnych komitetów wyborczych (w nawiasach liczba zdobytych głosów) | Radni wybrani z list poszczególnych komitetów wyborczych (w nawiasach liczba zdobytych głosów) | Radni wybrani z list poszczególnych komitetów wyborczych (w nawiasach liczba zdobytych głosów) | Radni wybrani z list poszczególnych komitetów wyborczych (w nawiasach liczba zdobytych głosów) | Radni wybrani z list poszczególnych komitetów wyborczych (w nawiasach liczba zdobytych głosów) | Radni wybrani z list poszczególnych komitetów wyborczych (w nawiasach liczba zdobytych głosów) |
| 1                 | | Platforma Obywatelska RP Anna Wasilewska (14 167) Tadeusz Politewicz (5382) Irena Burczyk (3057) |                                                                                                | Polskie Stronnictwo Ludowe Urszula Pasławska (8193)                                            |                                                                                                | Sojusz Lewicy Demokratycznej Andrzej Ryński (7249)                                             |                                                                                                | Prawo i Sprawiedliwość Artur Chojecki (5005)                                                   |
| 2                 | Platforma Obywatelska RP Bernadeta Hordejuk (7369) Wojciech Szadziewicz (5539)                                           | Polskie Stronnictwo Ludowe Jolanta Szulc (9122) Teresa Nowakowska (2749)                         |                                                                                                | Prawo i Sprawiedliwość Józef Dziki (4887)                                                      |                                                                                                | Sojusz Lewicy Demokratycznej Jarosław Maśkiewicz (4517)                                        |                                                                                                |                                                                                                |
| 3                 | Platforma Obywatelska RP Jacek Protas (20 689) Witold Strzelec (3510) Zbigniew Pietrzak (3255) Urszula Zakrzewska (2602) | Polskie Stronnictwo Ludowe Jan Bobek (8517)                                                      | Prawo i Sprawiedliwość Jacek Perliński (6997)                                                  | Sojusz Lewicy Demokratycznej Władysław Mańkut (7644)                                           |                                                                                                |                                                                                                |                                                                                                |                                                                                                |
| 4                 | Platforma Obywatelska RP Jarosław Słoma (10 839) Eugeniusz Koch (5003) Robert Dawidowski (3319)                          | Polskie Stronnictwo Ludowe Edward Adamczyk (5255)                                                |                                                                                                | Sojusz Lewicy Demokratycznej Wiesław Pietrzak (4530)                                           |                                                                                                | Prawo i Sprawiedliwość Tomasz Bińczak (5340)                                                   |                                                                                                |                                                                                                |
| 5                 | | Polskie Stronnictwo Ludowe Wiesław Gołąb (2561) Andrzej Górczyński (2062)                        |                                                                                                | Platforma Obywatelska RP Julian Osiecki (7396) Bogdan Kalinowski (3149)                        |                                                                                                | Prawo i Sprawiedliwość Patryk Kozłowski (5933)                                                 |                                                                                                |                                                                                                |
|                   | |                                                                                                  |                                                                                                |                                                                                                |                                                                                                |                                                                                                |                                                                                                |                                                                                                |

## Wyniki wyborów do Sejmiku Województwa Wielkopolskiego IV kadencji
| Komitet wyborczy | Komitet wyborczy                                                  | Głosy     | Głosy  | Głosy | Mandaty | Mandaty | Mandaty |
| Komitet wyborczy | Komitet wyborczy                                                  | Liczba    | %      | +/−   | Liczba  | +/−     | %       |
| ---------------- | ----------------------------------------------------------------- | --------- | ------ | ----- | ------- | ------- | ------- |
|                  | Platforma Obywatelska RP                                          | 345 209   | 32,04  | 2,70  | 17      | 2       | 43,59   |
|                  | Sojusz Lewicy Demokratycznej                                      | 232 704   | 21,60  | 3,38  | 9       | 2       | 23,08   |
|                  | Polskie Stronnictwo Ludowe                                        | 193 953   | 18,00  | 4,68  | 7       | 2       | 17,95   |
|                  | Prawo i Sprawiedliwość                                            | 193 395   | 17,95  | 2,27  | 6       | 6       | 15,38   |
|                  |                                                                   |           |        |       |         |         |         |
|                  | KWW Niezależna Platforma Inicjatyw Społecznych-Teraz Wielkopolska | 26 914    | 2,50   | —     | —       | —       | —       |
|                  | Liga Polskich Rodzin                                              | 16 959    | 1,57   | 2,31  | —       |         | —       |
|                  | Polska Partia Pracy – Sierpień 80                                 | 15 761    | 1,46   | 0,19  | —       |         | —       |
|                  | Unia Polityki Realnej                                             | 13 601    | 1,26   | 0,30  | —       |         | —       |
|                  | Krajowa Partia Emerytów i Rencistów                               | 13 447    | 1,25   | 1,89  | —       |         | —       |
|                  | KWW Ruch Wyborców Janusza Korwin-Mikke                            | 8759      | 0,81   | —     | —       | —       | —       |
|                  | Stronnictwo „Piast”                                               | 7580      | 0,70   | —     | —       | —       | —       |
|                  | Nasz Dom Polska – Samoobrona Andrzeja Leppera                     | 3732      | 0,35   | —     | —       | —       | —       |
|                  | Prawica Rzeczypospolitej                                          | 2801      | 0,26   | —     | —       | —       | —       |
|                  | Polska Patriotyczna                                               | 2541      | 0,24   | —     | —       | —       | —       |
|                  |                                                                   |           |        |       |         |         |         |
| Ogółem           | Ogółem                                                            | 1 077 356 | 100,00 | —     | 39      | —       | 100,00  |
| Głosy nieważne   | Głosy nieważne                                                    | 194 193   | 15,27  | 1,37  |         |         |         |
| Frekwencja       | Frekwencja                                                        | 1 271 549 | 47,04  | 0,05  |         |         |         |

Podział mandatów i rozkład procentowy poparcia w wyniku wyborów z uwzględnieniem podziału na późniejszą koalicję rządzącą w kolejności: ugrupowania zarządu, opozycja sejmikowa i pozasejmikowa (komitety, które nie przekroczyły 1% poparcia w skali województwa, potraktowano zbiorczo) [Marszałek województwa Marek Woźniak, koalicja PO-PSL]:
|    |     |     |     |
| ↓  |     |     |     |
| 17 | 7   | 9   | 6   |
| PO | PSL | SLD | PiS |

|    |     |     |     |  |  |  |  |  |  |  |
|    |     |     |     |  |  |  |  |  |  |  |
| PO | PSL | SLD | PiS |  |  |  |  |  |  |  |

| Radni IV kadencji | | |                                                                                                |                                                                                                |                                                                                                |                                                                                                |                                                                                                |                                                                                                |
| Nr                | Radni wybrani z list poszczególnych komitetów wyborczych (w nawiasach liczba zdobytych głosów)                          | Radni wybrani z list poszczególnych komitetów wyborczych (w nawiasach liczba zdobytych głosów)                                      | Radni wybrani z list poszczególnych komitetów wyborczych (w nawiasach liczba zdobytych głosów) | Radni wybrani z list poszczególnych komitetów wyborczych (w nawiasach liczba zdobytych głosów) | Radni wybrani z list poszczególnych komitetów wyborczych (w nawiasach liczba zdobytych głosów) | Radni wybrani z list poszczególnych komitetów wyborczych (w nawiasach liczba zdobytych głosów) | Radni wybrani z list poszczególnych komitetów wyborczych (w nawiasach liczba zdobytych głosów) | Radni wybrani z list poszczególnych komitetów wyborczych (w nawiasach liczba zdobytych głosów) |
| 1                 | | Platforma Obywatelska RP Lech Dymarski (13 085) Tatiana Sokołowska (12 219) Maciej Wituski (5553) Joanna Ciechanowska-Barnuś (4190) |                                                                                                | Prawo i Sprawiedliwość Małgorzata Stryjska (22 493)                                            |                                                                                                | Sojusz Lewicy Demokratycznej Waldemar Witkowski (12 229)                                       |                                                                                                |                                                                                                |
| 2                 | Platforma Obywatelska RP Tomasz Bugajski (21 473) Henryk Szopiński (7369) Jarosław Berendt (4572)                       | | Sojusz Lewicy Demokratycznej Zbigniew Ajchler (14 154) Stefan Mikołajczak (13 241)             |                                                                                                | Polskie Stronnictwo Ludowe Jerzy Kado (9531)                                                   |                                                                                                | Prawo i Sprawiedliwość Włodzimierz Ignasiński (4336)                                           |                                                                                                |
| 3                 | Platforma Obywatelska RP Marek Woźniak (28 592) Bogdan Trepiński (6576) Maria Grabkowska (7476) Hieronim Urbanek (4699) | Sojusz Lewicy Demokratycznej wakat                                                                                                  |                                                                                                | Prawo i Sprawiedliwość Marcin Porzucek (8291)                                                  |                                                                                                | Polskie Stronnictwo Ludowe Wojciech Jankowiak (8487)                                           |                                                                                                |                                                                                                |
| 4                 | | Sojusz Lewicy Demokratycznej Kazimierz Pałasz (24 660) Karol Kujawa (3478)                                                          |                                                                                                | Polskie Stronnictwo Ludowe Czesław Cieślak (15 182)                                            | Prawo i Sprawiedliwość Błażej Spychalski (9885)                                                |                                                                                                | Platforma Obywatelska RP Maciej Dąbrowski (8955)                                               |                                                                                                |
| 5                 | | Polskie Stronnictwo Ludowe Jan Grzesiek (13 602) Krzysztof Grabowski (6308)                                                         |                                                                                                | Platforma Obywatelska RP Rafał Żelanowski (19 153) Barbara Nowak (6940)                        |                                                                                                | Sojusz Lewicy Demokratycznej Andrzej Mroziński (3667) Seweryn Kaczmarek (3571)                 |                                                                                                | Prawo i Sprawiedliwość Jan Mosiński (15 028)                                                   |
| 6                 | | Platforma Obywatelska RP Karolina Duda (6178) Mariola Czarnota (4920) Bartosz Dziewiałtowski-Gintowt (3686)                         |                                                                                                | Polskie Stronnictwo Ludowe Franciszek Marszałek (12 459) Zbigniew Haupt (8490)                 | Sojusz Lewicy Demokratycznej Maciej Wiśniewski (10 919)                                        | Prawo i Sprawiedliwość Marek Sowa (8090)                                                       |                                                                                                |                                                                                                |
|                   | | |                                                                                                |                                                                                                |                                                                                                |                                                                                                |                                                                                                |                                                                                                |

## Wyniki wyborów do Sejmiku Województwa Zachodniopomorskiego IV kadencji
| Komitet wyborczy | Komitet wyborczy                                 | Głosy   | Głosy  | Głosy | Mandaty | Mandaty | Mandaty |
| Komitet wyborczy | Komitet wyborczy                                 | Liczba  | %      | +/−   | Liczba  | +/−     | %       |
| ---------------- | ------------------------------------------------ | ------- | ------ | ----- | ------- | ------- | ------- |
|                  | Platforma Obywatelska RP                         | 221 804 | 40,80  | 7,44  | 16      | 4       | 53,33   |
|                  | Sojusz Lewicy Demokratycznej                     | 100 672 | 18,52  | 0,07  | 6       | 1       | 20,00   |
|                  | Prawo i Sprawiedliwość                           | 101 477 | 18,67  | 2,15  | 5       | 2       | 16,67   |
|                  | Polskie Stronnictwo Ludowe                       | 70 460  | 12,96  | 3,45  | 3       |         | 10,00   |
|                  |                                                  |         |        |       |         |         |         |
|                  | KKW Lewica                                       | 16 128  | 2,97   | —     | —       | —       | —       |
|                  | Prawica Rzeczypospolitej                         | 8003    | 1,47   | —     | —       | —       | —       |
|                  | Polska Partia Pracy – Sierpień 80                | 7489    | 1,38   | —     | —       | —       | —       |
|                  | KKW Nasza Gmina Nasz Powiat – To My              | 5864    | 1,08   | —     | —       | —       | —       |
|                  | Narodowe Odrodzenie Polski                       | 5542    | 1,02   | —     | —       | —       | —       |
|                  | Nasz Dom Polska – Samoobrona Andrzeja Leppera    | 3755    | 0,69   | —     | —       | —       | —       |
|                  | KWW Niezależny Ruch Społeczny Zachodniopomorskie | 1579    | 0,29   | —     | —       | —       | —       |
|                  | Liga Polskich Rodzin                             | 844     | 0,16   | 4,55  | —       |         | —       |
|                  |                                                  |         |        |       |         |         |         |
| Ogółem           | Ogółem                                           | 543 617 | 100,00 | —     | 30      | —       | 100,00  |
| Głosy nieważne   | Głosy nieważne                                   | 80 662  | 12,92  | 0,71  |         |         |         |
| Frekwencja       | Frekwencja                                       | 624 279 | 45,95  | 0,38  |         |         |         |

Podział mandatów i rozkład procentowy poparcia w wyniku wyborów z uwzględnieniem podziału na późniejszą koalicję rządzącą w kolejności: ugrupowania zarządu, opozycja sejmikowa i pozasejmikowa (komitety, które nie przekroczyły 1% poparcia w skali województwa, potraktowano zbiorczo) [Marszałek województwa Olgierd Geblewicz, koalicja PO-PSL]:
|    |     |     |     |
| ↓  |     |     |     |
| 16 | 3   | 6   | 5   |
| PO | PSL | SLD | PiS |

|    |     |     |     |  |  |  |  |  |  |  |
|    |     |     |     |  |  |  |  |  |  |  |
| PO | PSL | SLD | PiS |  |  |  |  |  |  |  |

| Radni IV kadencji | | |                                                                                                |                                                                                                |                                                                                                |                                                                                                |                                                                                                |                                                                                                |
| Nr                | Radni wybrani z list poszczególnych komitetów wyborczych (w nawiasach liczba zdobytych głosów)         | Radni wybrani z list poszczególnych komitetów wyborczych (w nawiasach liczba zdobytych głosów)                             | Radni wybrani z list poszczególnych komitetów wyborczych (w nawiasach liczba zdobytych głosów) | Radni wybrani z list poszczególnych komitetów wyborczych (w nawiasach liczba zdobytych głosów) | Radni wybrani z list poszczególnych komitetów wyborczych (w nawiasach liczba zdobytych głosów) | Radni wybrani z list poszczególnych komitetów wyborczych (w nawiasach liczba zdobytych głosów) | Radni wybrani z list poszczególnych komitetów wyborczych (w nawiasach liczba zdobytych głosów) | Radni wybrani z list poszczególnych komitetów wyborczych (w nawiasach liczba zdobytych głosów) |
| 1                 | | Platforma Obywatelska RP Agnieszka Sobolewska (7018) Teresa Kalina (6806) Andrzej Niedzielski (5773) Jarosław Łojko (3004) |                                                                                                | Prawo i Sprawiedliwość Kazimierz Drzazga (3425) Robert Stankiewicz (3216)                      |                                                                                                | Sojusz Lewicy Demokratycznej Dariusz Wieczorek (10 010) Ewa Koś (3488)                         |                                                                                                |                                                                                                |
| 2                 | Platforma Obywatelska RP Olgierd Geblewicz (10 721) Izabela Grabowska (8638) Artur Łącki (6422)        | | Polskie Stronnictwo Ludowe Zygmunt Dziewguć (9258)                                             | Sojusz Lewicy Demokratycznej Leon Kowalski (6597)                                              |                                                                                                |                                                                                                |                                                                                                |                                                                                                |
| 3                 | Platforma Obywatelska RP Krystyna Wiśniewska-Bugaj (6280) Andrzej Świrko (4710) Jacek Kozłowski (4049) | | Sojusz Lewicy Demokratycznej Jerzy Kotlęga (8585)                                              |                                                                                                | Prawo i Sprawiedliwość Andrzej Subocz (7915)                                                   |                                                                                                | Polskie Stronnictwo Ludowe Cezary Szeliga (3172)                                               |                                                                                                |
| 4                 | Platforma Obywatelska RP Andrzej Jakubowski (16 732) Adam Wyszomirski (9666) Magdalena Gąsecka (8646)  | | Prawo i Sprawiedliwość Piotr Głod (5917)                                                       |                                                                                                | Sojusz Lewicy Demokratycznej Małgorzata Chyła (5937)                                           |                                                                                                |                                                                                                |                                                                                                |
| 5                 | Platforma Obywatelska RP Robert Zdobylak (7842) Józef Faliński (4867) Maria Żukrowska-Mróz (4066)      | Prawo i Sprawiedliwość Paweł Mucha (5590)                                                                                  | Sojusz Lewicy Demokratycznej Beata Radziszewska (4025)                                         |                                                                                                | Polskie Stronnictwo Ludowe Witold Ruciński (2795)                                              |                                                                                                |                                                                                                |                                                                                                |
|                   | | |                                                                                                |                                                                                                |                                                                                                |                                                                                                |                                                                                                |                                                                                                |